# Icaria
Icaria o Nicaria (in greco Ικαρία?, Ikarìa) è un'isola della Grecia situata nell'Egeo centro-orientale, 19 km a sud-ovest da Samo. È tipicamente compresa fra le Sporadi Meridionali, anche se talvolta viene compresa nelle Isole del Nord Est Egeo, o nelle Sporadi Orientali (Anatoliche). Dal punto di vista amministrativo costituisce un comune assieme a Fourni (unità periferica di Icaria, parte della ex Prefettura di Samo) con 8.843 abitanti al censimento 2021. L'isola d'Icaria è annoverata tra le principali zone blu del mondo.

## Nesonimo

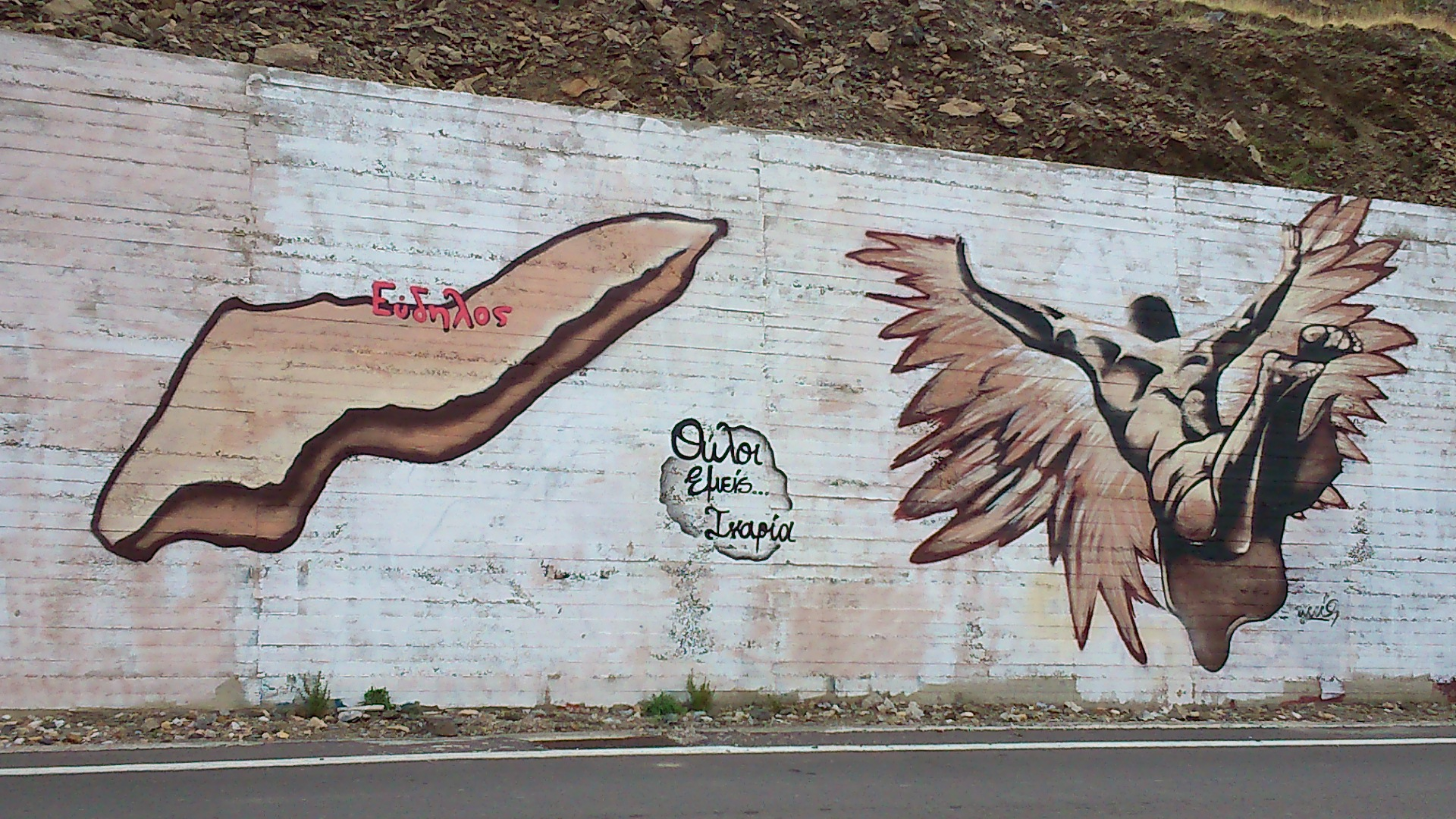
Graffito di Icaro a Evdilos

Il nome dell'isola deriva dal mito di Icaro che secondo la leggenda precipitò in mare di fronte all'isola, ove fu seppellito dal padre Dedalo. Il cartografo ed enciclopedista veneziano Vincenzo Maria Coronelli nel suo Isolario (1696), propone una spiegazione razionale della leggenda attribuendola all'invenzione delle vele "da Poeti raffigurate nell'ale". Scrive Coronelli alla voce "Nicaria": "[...] Gli Storici, riducendo al veridico il favoloso, riportano...omissis... che Dedalo fabbricasse due navigli, sopra i quali esso, ed Icaro suo giovinetto figliolo fuggissero da Creta, ma perseguitati dalle triremi del Re Minosse, Dedalo aggiungesse a remi delle sue navi le Vele (da Poeti raffigurate nell'ale) che da nessuno prima d'all'hora erano state usate. In tal guisa di gran lunga avanzando nella velocità i Legni di Minos, hebbe modo di salvarsi in Pergamo, che così, a riferita di Pausania, chiamavasi all'hora l'isola. Ma Icaro, che contra i documenti del Genitore, volle colla sua nave tenersi troppo in alto Mare, sopraggiunto da fiera borrasca, corse naufragio, e gettato anch'esso dal Mare a Pergamo, questa in memoria dell'infausto successo, fu d'indi in poi chiamata Icaria, ed Icario il mare, dove seguì il naufragio. [...]".
Più prosaicamente è probabile che l'origine del nesonimo sia fenicia, come nei casi delle vicine Samo e Chio, adattato in epoche successive - attorno al V secolo a.C. secondo Antony J. Papalas, autore delle pubblicazioni citate in bibliografia - al mito di Icaro per affinità fonetiche.

## Geografia fisica

### Territorio

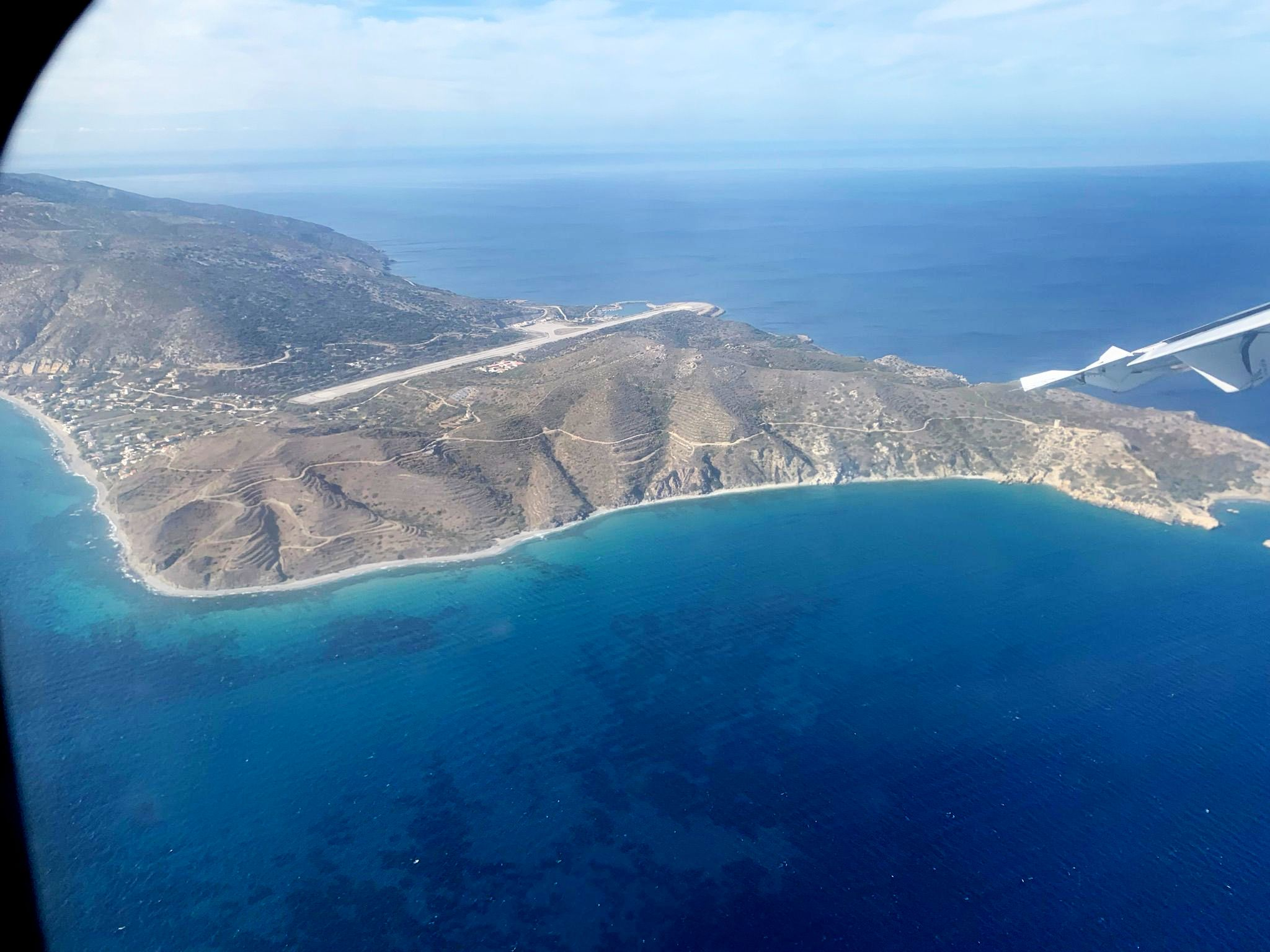
Vista aerea della punta nord-orientale dell'isola

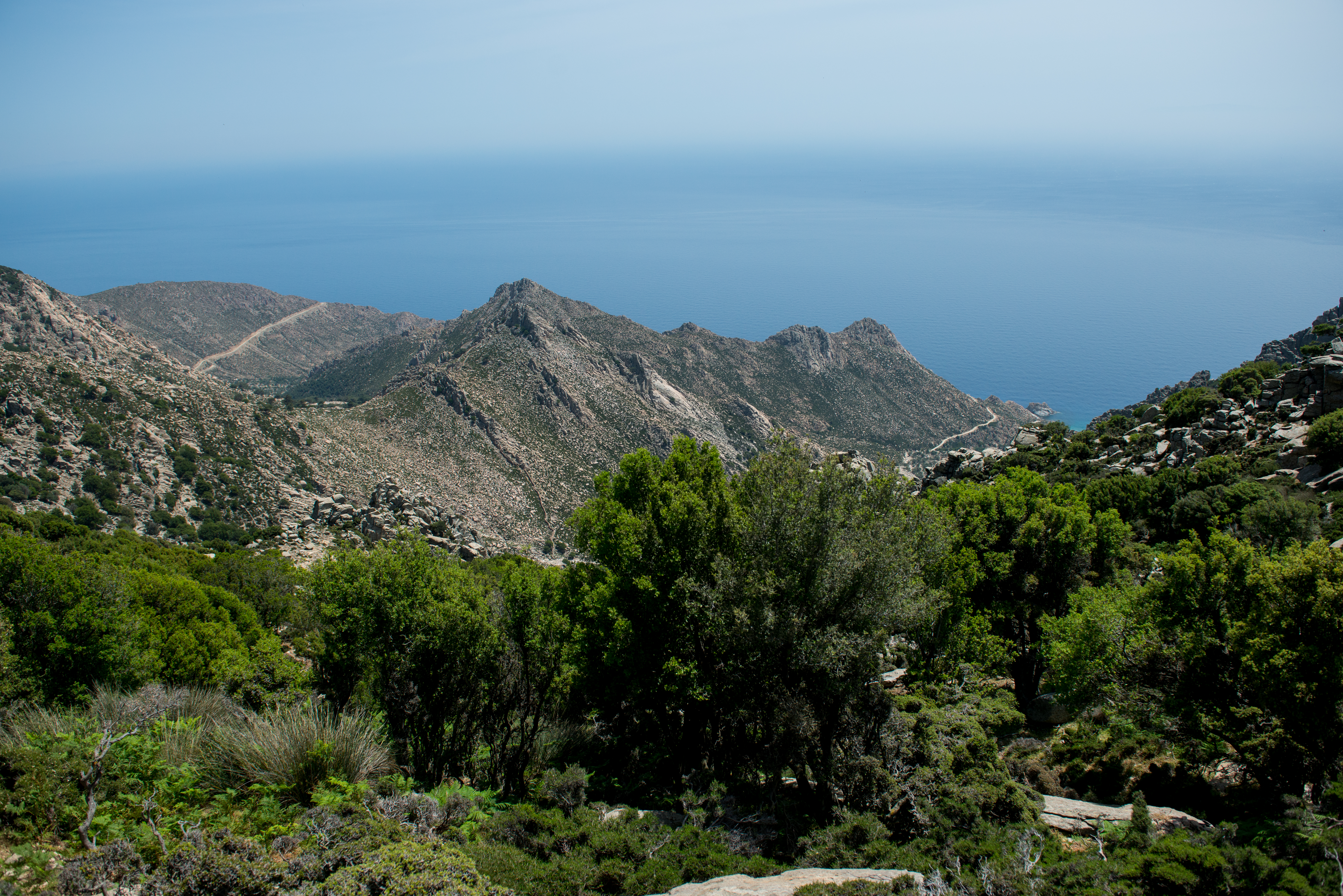
Monti Atheras

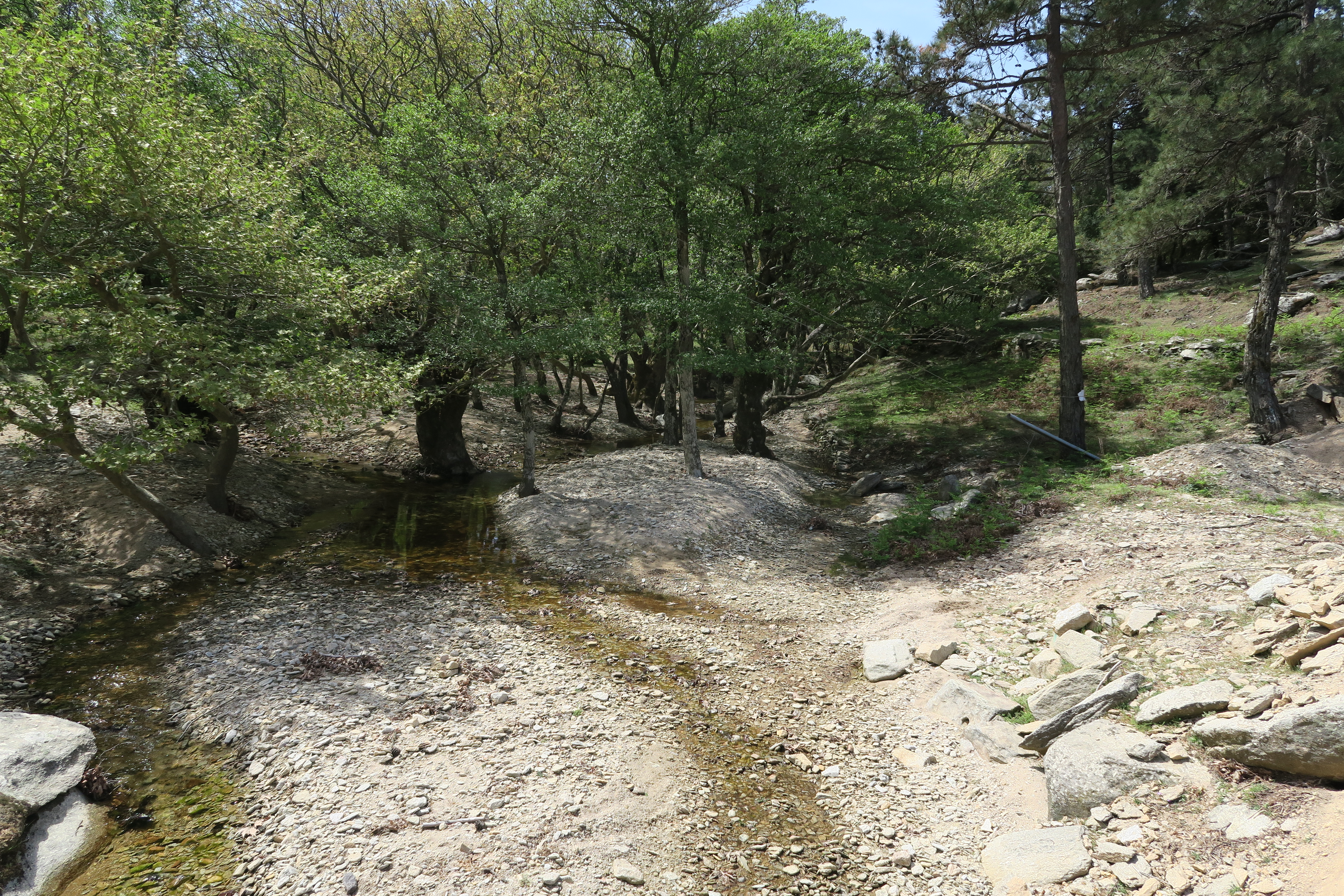
Sorgenti del Pezi nell'altopiano omonimo

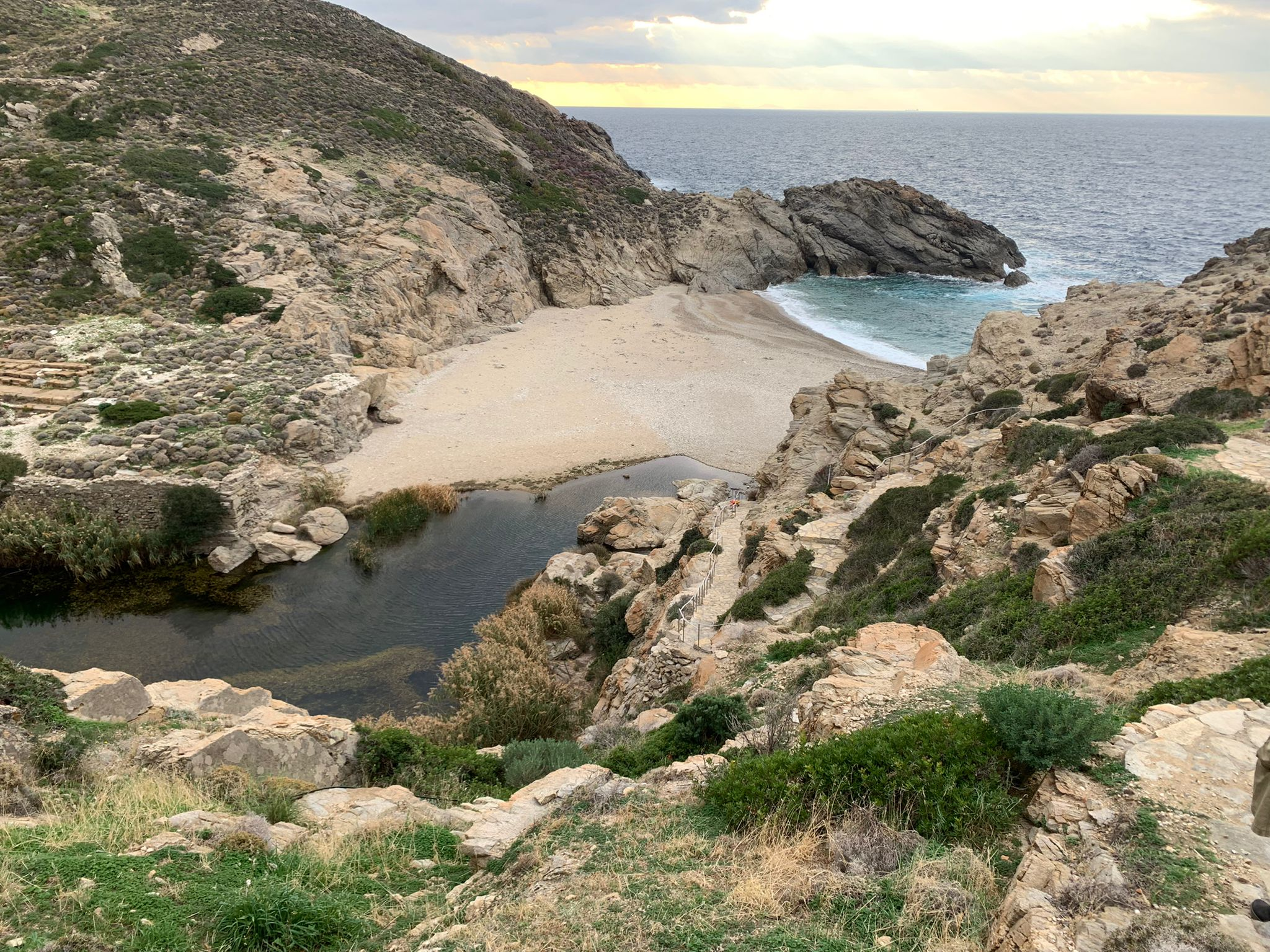
Foce del fiume Chalaris a Nas

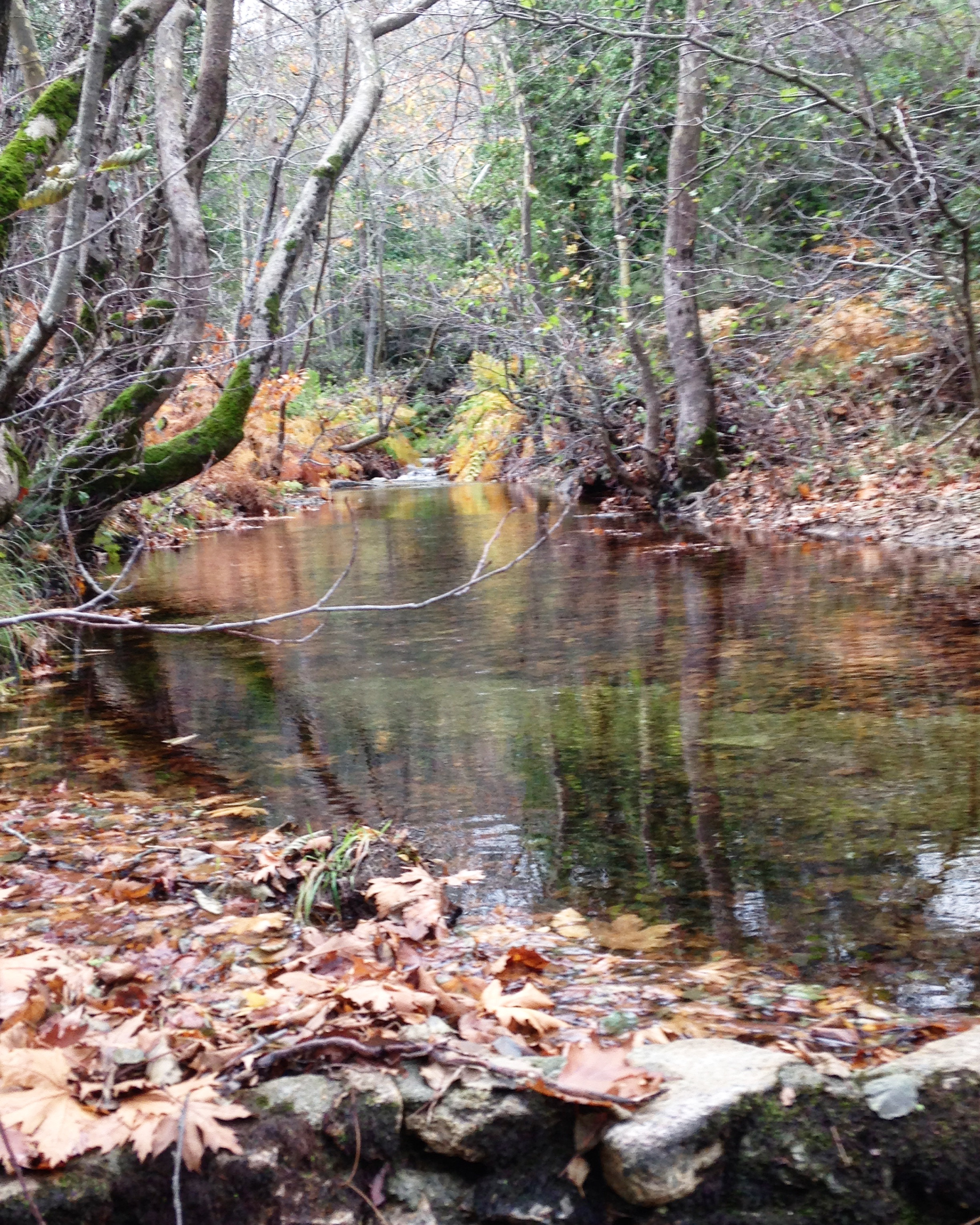
Lago di Vathes

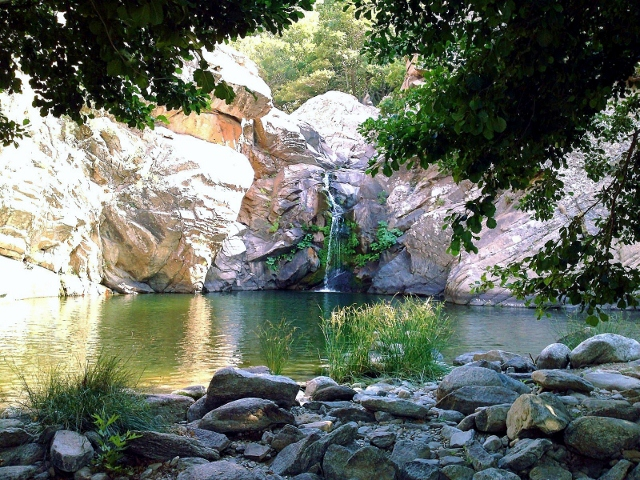
Lago e cascata di Nas

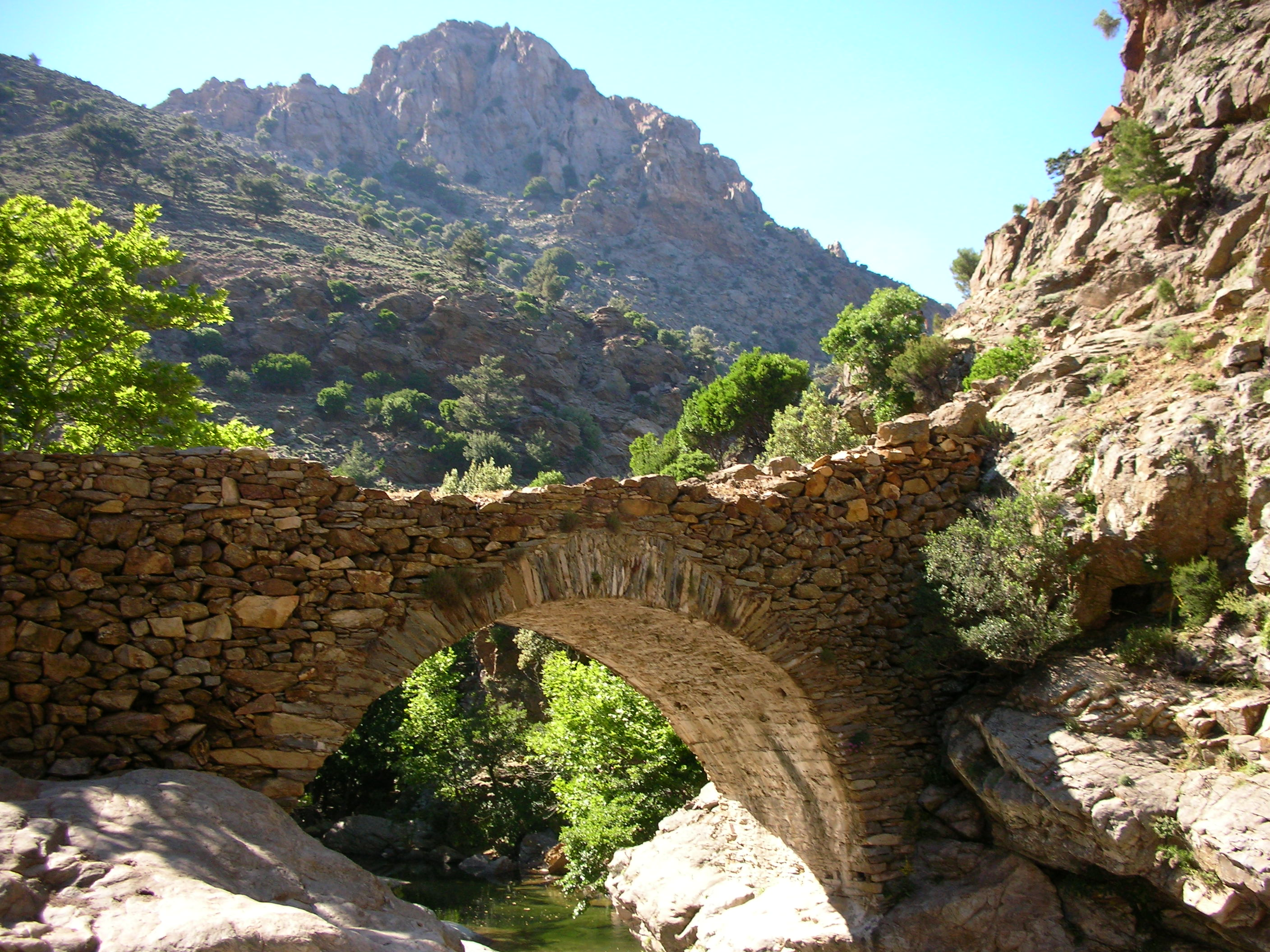
Ponte Yiemelia sul fiume Chalaris costruito intorno al 1880

L'isola di Icaria si trova nella zona centro-orientale del mar Egeo, tra le Isole Cicladi e la costa dell'Anatolia. L'isola ha una superficie di 255,32 Km², e si sviluppa per una lunghezza di circa 40 Km in direzione sudovest-nordest, dalla punta più est, Capo Phanari (antico capo Drakanon), alla punta più a ovest, Capo Papas. La larghezza dell'isola varia da un minimo di circa 2 km nella parte nord ad un massimo di circa 9 km nella regione centrale. Le coste misurano circa 160 Km di lunghezza. Le rive sono strette e non ci sono baie degne di nota né porti naturali.
Il profilo batimetrico intorno all'isola è asimmetrico: a nord, poco lontano dalla costa, il fondale supera i 1.000 metri di profondità, mentre quello a sud raramente oltrepassa i 100–200 m.
Dal punto di vista geologico Icaria occupa, insieme alle vicine isole di Samos e Fournoi, una posizione geotettonica di transizione tra il Massiccio delle Cicladi e la Zona Pelagoniana a ovest, e il Massiccio di Menderes a est. L'isola appartiene inoltre alla fascia tettono-metamorfica mediana degli Ellenidi, caratterizzata da unità tettoniche alpine e prealpine. È costituita principalmente da cristalli-scisti, o rocce semi-metamorfiche e metamorfiche. Queste rocce includono gneiss, scisti, marmi e graniti vari. La parte occidentale dell'isola è costituita da granito, simile al granito di Nasso e Micono. La sua età è collocata nel Miocene Inferiore e costituisce il più grande gruppo plutonico dell'Egeo. La parte orientale dell'isola è costituita da gneiss, scisti moscoviti, scisti marmorei e semimetamorfici. Le rocce della parte orientale sono separate dalla parte occidentale da una grossa vena granitica.
A causa della struttura geologica dell'isola, ed anche dell'elevata piovosità, le frane sono molto comuni a Ikaria, provocando un notevole impatto economico e sociale sull'isola, poiché ogni anno un gran numero di strade vengono distrutte interrompendo le comunicazioni tra i villaggi, con pesanti ripercussioni sulla vita delle persone.
La morfologia dell'isola è caratterizzata dalla catena montuosa dell'Atheras, anticamente chiamata Pramnos, che la attraversa interamente dividendola in due, con la parte settentrionale grande circa il doppio di quella meridionale. Pertanto la montagna scende in modo abbastanza ripido sul versante sud creando una costa quasi ininterrotta, mentre digrada molto più uniformemente e dolcemente sul versante nord formando degli altopiani e rendendo il versante nord molto più fertile del versante sud. Le cime più alte dell'Atheras sono il monte Efanós (Εφανός) o Fardhi (Φάρδη) a nord (1.042 m slm), il monte Ipsili (1.025 m slm) nella zona centrale e il monte Melissa (Μέλισσα) (1.014 m slm) nella zona sud-occidentale.
Il territorio è prevalentemente montagnoso e le uniche pianure si trovano a nord presso Kampos e nella zona nord-orientale a Faros dove si trova anche l'unico aeroporto dell'isola. Nella parte centro-occidentale dell'Atheras, ad un'altitudine compresa tra i 200 e gli 800 m, si trova la Foresta di Randi, un bosco secolare di grande valore scientifico, costituito da Quercus ilex, Quercus coccifera, Arbutus unedo e Arbutus andrachne, che copre una superficie di circa 16 chilometri quadrati. La parte sud-occidentale dell'isola è occupata da estesi altopiani ricoperti di boschi fino alla quota di 800/900 metri. Questi boschi, ora limitati dalla pastorizia, sono il residuo dell'ampia foresta che in passato ricopriva completamente l'isola. Data la sua conformazione l'isola è quasi del tutto riva di porti naturali.
Il mare a nord dell'isola, quattro miglia al largo delle spiagge, supera i 1.100 metri di profondità; le ripide scarpate subacquee a nord dell'isola sono considerate habitat ideale per i capodogli, di cui vi fu ad Evdilos, nel recente passato, una stazione di osservazione; l'andamento dei fondali a sud dell'isola è più dolce, con profondità di gran lunga inferiori.

### Orografia
Diversamente dalla maggioranza delle isole dell'Egeo, Icaria ha grande abbondanza di acqua. Ci sono centinaia di sorgenti di acqua dolce in tutto il territorio utilizzate sia per l'approvvigionamento idrico che per l'irrigazione agricola. 
Le molte sorgenti presenti sulle pendici dei monti dell'Atheras alimentano laghi, torrenti e anche alcuni fiumi che scorrono durante tutto l'anno. Questa situazione ha consentito la realizzazione di diversi bacini idrici:
- Lago di Pezi, sull'altopiano occidentale, ad una altitudine di circa 500 m., presso il villaggio di Raches. Uno sbarramento, chiamato Μεγάλο Φράγμα (ovvero Megalo Fragma "Grande Diga") realizzato nel 1995 sul torrente Pezi, ha consentito, sfruttando una depressione naturale abbastanza profonda del terreno di realizzare un bacino artificiale di circa 1 milione di metri cubi utilizzato per irrigazione. Il lago alimenta anche il fiume Chalaris durante tutto l'anno.
- Lago di Vathes, sull'altopiano occidentale, presso Kastanies, creato tramite una diga sul fiume Mirsonas, chiamata Μικρό Φράγμα (ovvero Mikro Fragma "Piccola Diga).
- Serbatoio di Christos ad Agios Kirikos, costruito nel 2001, ha una capacità di 80.000 metri cubi ed è utilizzato per l'approvvigionamento idrico e l'irrigazione nell'area di Agios Kirikos.[6]

È prevista inoltre la costruzione di piccoli serbatoi nelle aree Lydi, Kyparissi, Kouniadi e Langada e due dighe a Perdiki e Therma, che contribuiranno in modo significativo allo sfruttamento delle risorse idriche di Ikaria.
Data la morfologia del territorio i corsi d'acqua scorrono prevalentemente lungo il versante settentrionale dell'isola. I più importanti sono (da ovest verso est):
- Chalaris (Χάλαρη) detto anche Halaris, dal lago artificiale di Pezi presso Raches, sfocia sulla costa nord-occidentale a Nas, lungo il suo percorso forma una gola molto caratteristica e quasi alla foce una cascata che alimenta un laghetto;
- Harakas (Χάρακα), sfocia a Livadi presso Armenistis;
- Mirsonas o Myrsonas (Μύρσωνα), forma il lago artificiale di Vathes presso Kastanies e sfocia presso la spiaggia di Messakti, ove forma la relativa zona umida, a circa 0,5 km a ovest di Gialiskari;
- Voutsides (Βουτσιδές), sfocia presso Kampos;
- Aris (Άρη), sfocia sulla spiaggia omonima presso il villaggio di Karavostamo. Nel suo percorso finale il fiume attraverso un fitto bosco, dove si trovano diversi vecchi mulini ad acqua ancora utilizzati dalla gente del posto per macinare il grano.

### Clima

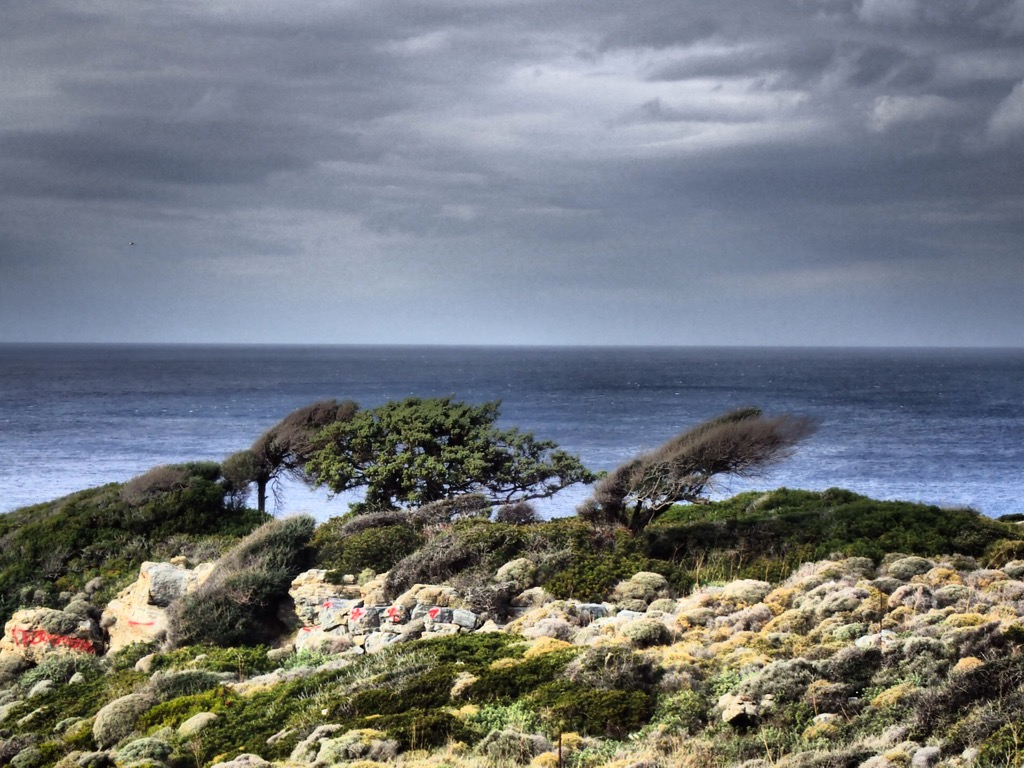
Cime degli alberi piegate dal vento lungo la costa nord

Il clima dell'isola è tipicamente mediterraneo con inverni miti e piovosi e estati calde e soleggiate con oltre 300 giorni di sole all'anno e precipitazioni medie annue intorno ai 700–800 mm. La temperatura media annuale arriva fino a 19,3 C, mentre i suoi valori massimi e minimi sono 22,5 e 13,5 °C. Le estati sono secche e calde con luglio e agosto che sono i mesi più caldi con temperature medie giornaliere massime e minime e basse di circa 32 °C e 22 °C.
In inverno le temperature diurne variano fra i 13/15 gradi con gennaio e febbraio che sono i mesi invernali più freddi con temperature medie massime e minime di 13 °C e 7 °C. Vi possono messere anche periodi di qualche giorno con temperature massime al di sotto dei 10 gradi. Dicembre e gennaio sono anche i mesi più piovosi. In alcune stagioni, specialmente nelle zone interne che sfiorano i 1.000 m può anche cadere la neve.
In primavera il clima è mite con temperature medie che salgono dai 12 ai 18 gradi e piovosità che diminuisce progressivamente. A meta maggio comincia a soffiare il vento da nord fresco e secco chiamato Meltemi. L'estate è calda e soleggiata. In giugno, luglio e agosto piove raramente. Quando soffia il Meltemi l'isola viene rinfrescata e le temperature massime rimangono al di sotto dei 30 gradi.
Il Meltemi soffia da nord nord-est con intensità variabile generalmente fra i 20 e 30 nodi, ma può raggiungere i 35 e raramente i 40 nodi. A causa dell'effetto catabatico questi venti sono particolarmente sentiti sul lato sud dell'isola, mentre sul lato nord dell'isola possono portare grandi mareggiate. Infatti l'isola di Icaria si trova in mezzo ad un corridoio privo di isole, che inizia nella penisola Calcidica e arriva fino all'isola di Scarpanto nel Dodecaneso, in cui il Meltemi si incanala, quindi giunto a Icaria, data la sua morfologia montagnosa, si alza lungo il versante settentrionale a scavalcare le montagne e poi ridiscende sul versante meridionale acquistando maggiore velocità.
Il mare non è mai molto caldo perché i fondali sono profondi e il vento estivo mescola le acque superficiali con quelle profonde più fredde. Nei mesi di luglio, agosto e settembre la temperatura dell'acqua arriva ai 23 gradi.
| Dati meteo          | Mesi | Mesi | Mesi | Mesi | Mesi | Mesi | Mesi | Mesi | Mesi | Mesi | Mesi | Mesi | Anno |
| Dati meteo          | Gen  | Feb  | Mar  | Apr  | Mag  | Giu  | Lug  | Ago  | Set  | Ott  | Nov  | Dic  | Anno |
| ------------------- | ---- | ---- | ---- | ---- | ---- | ---- | ---- | ---- | ---- | ---- | ---- | ---- | ---- |
| T. max. media (°C)  | 13   | 13   | 16   | 20   | 24   | 29   | 32   | 32   | 29   | 23   | 18   | 15   | 22   |
| T. min. media (°C)  | 7    | 6    | 8    | 11   | 14   | 18   | 22   | 22   | 19   | 15   | 11   | 9    | 13,5 |
| Precipitazioni (mm) | 149  | 103  | 86   | 32   | 16   | 3    | 1    | 1    | 23   | 29   | 110  | 164  | 717  |

## Storia

### Preistoria e Storia antica

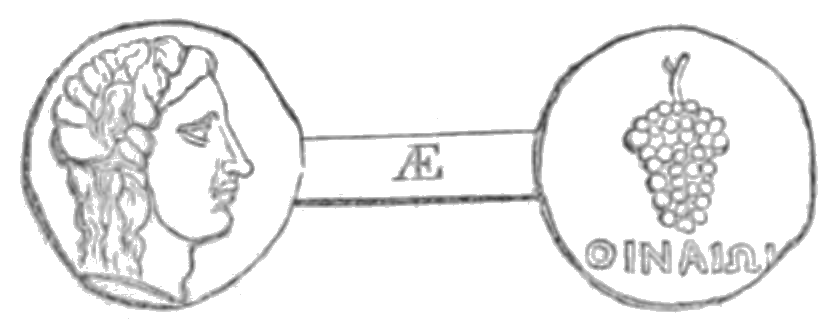
Moneta dell'antica Oenoe (III sec. a.C.)

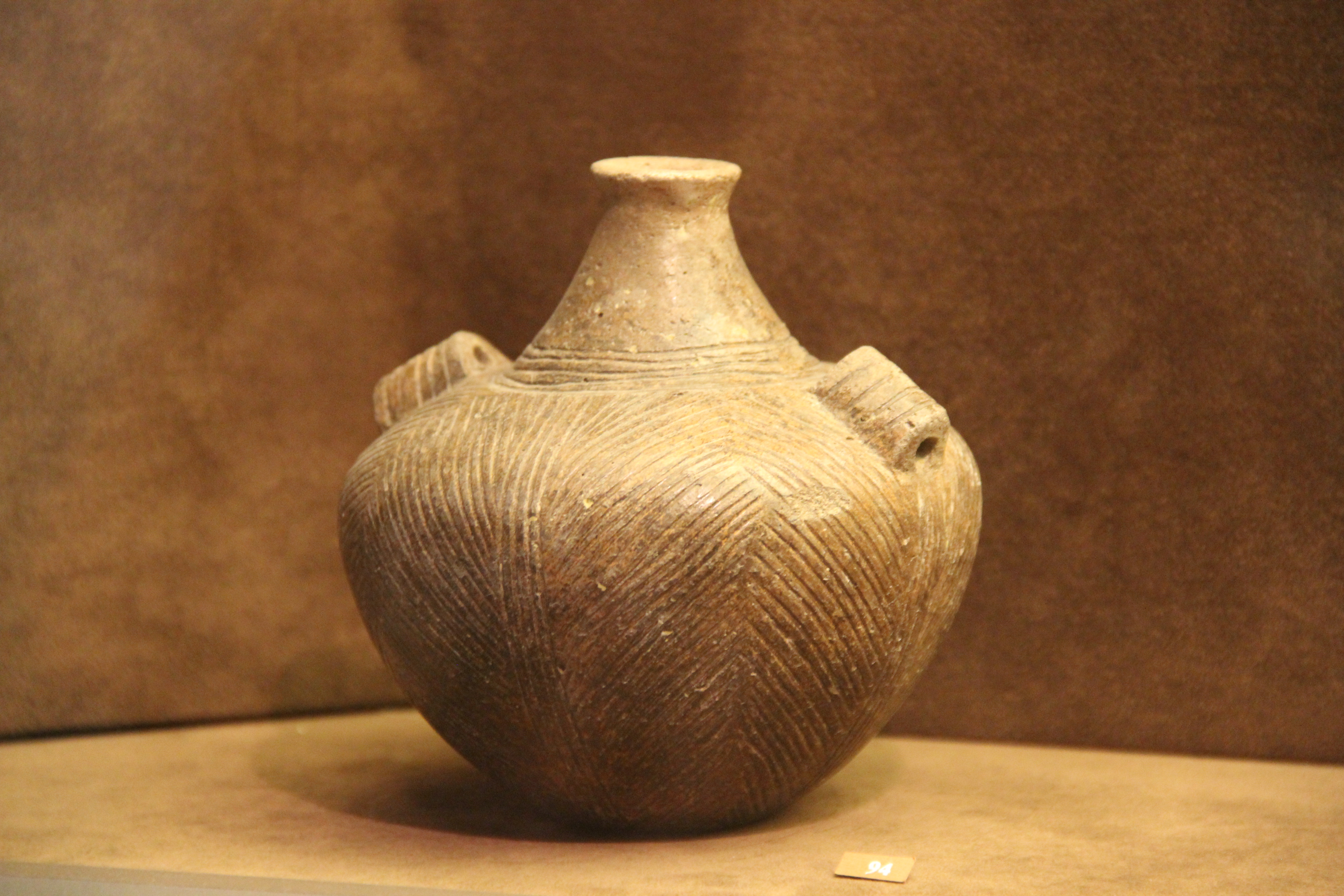
Vaso piriforme periodo Cicladico antico, 3300-2700 a.C.

Le prime testimonianze di insediamenti umani sull'isola di Icaria risalgono al periodo neolitico (circa settimo millennio a.C.) ritrovate nell'area di Faros, di Kampos e di Glaredo, tracce di popolazioni pre-elleniche definite genericamente "pelasgi" di cui si conosce molto poco poiché non adottavano tecniche di scrittura (per confronto, analoghi ritrovamenti sulle vicine isole di Chio e di Samo vengono fatti risalire rispettivamente a 4.000 ed a 6.000 anni prima di Cristo.
Gli Elleni (Achei, Ioni ed Eoli seguiti in epoca successiva dai Dori) si affacciarono all'Egeo nel II millennio a.C., assumendone il controllo attorno al 1200 a.C. dopo la guerra di Troia (probabile conseguenza dell'espansionismo miceneo verso l'Anatolia) ma di una loro presenza ad Icaria non si è trovato riscontro.
Secondo lo storico e geografo Strabone, popolazioni greche (di origine ionica) provenienti dalla città-stato di Mileto colonizzarono Icaria attorno al 750 a.C., forse inviate sull'isola per farne un luogo di appoggio alle navi milesie sulla rotta delle colonie nel Preponto (odierno Mar di Marmara); il ritrovamento di vasellame risalente al periodo geometrico nella necropoli di Katafygi, ad Oenoe (odierna Kampos) ed in prossimità del tempio eretto in onore di Artemide Tauridea a Tauropolion (odierna Nas), costituisce una conferma archeologica alla narrazione di Strabone.
Verso il sesto secolo a.C. l'isola divenne parte dell'impero marittimo di Policrate e di seguito passò ai Persiani; al loro ritiro Icaria entrò a far parte della Lega Delio-Attica (o Prima Alleanza Ateniese), inizio di un periodo di prosperità grazie alla produzione ad Oenoe di un apprezzato vino pramnio. Il riscontro documentale a tale prosperità si trova nei ruoli delle tasse pagate ad Atene che pongono l'insieme delle Comunità icariote (Oenoe, Therma, Dracanum e Tauropolion) nel trenta percento dei membri più ricchi dell'Alleanza. La popolazione dell'isola era stimata ammontare a circa 13.000 abitanti.
Con la ribellione di Samo, che portò ad Icaria una stabile presenza militare ateniese, e con la guerra del Peloponneso, la prosperità dell'isola iniziò un lento declino ed ebbero inizio le incursioni piratesche; la situazione si stabilizzò nel 387 a.C. quando l'isola aderì alla Seconda Alleanza Ateniese.
Alessandro il Grande ribattezzò col nome di Icaria un'isola del Golfo Persico, forse in segno di stima verso abitanti dell'isola arruolati tra le sue schiere; nelle guerre seguite alla sua morte (323 a.C.), Icaria divenne base militare ed uno dei successori di Alessandro costruì la fortezza di Dracanum e la torre di Fanari, oggi una delle torri militari ellenistiche meglio conservate dell'Egeo.
Dopo svariate vicissitudini, nel 133 a.C. l'isola fu incorporata nella Repubblica romana e presumibilmente seguì le sorti di Samo, inclusa nella Provincia Romana d'Asia. I Romani tuttavia erano poco interessati all'Egeo, dove dilagarono i pirati: gli insediamenti costieri dell'isola furono abbandonati e gli ormai radi abitanti si rifugiarono nell'interno; l'Imperatore Augusto riprese il controllo dei mari ma Strabone nel 10 a.C. descrive Icaria come essenzialmente deserta, utilizzata da genti di Samos per l'allevamento brado del bestiame; Plinio il Giovane nel primo secolo dopo Cristo sottolinea l'arretratezza dell'isola.

### Periodo bizantino

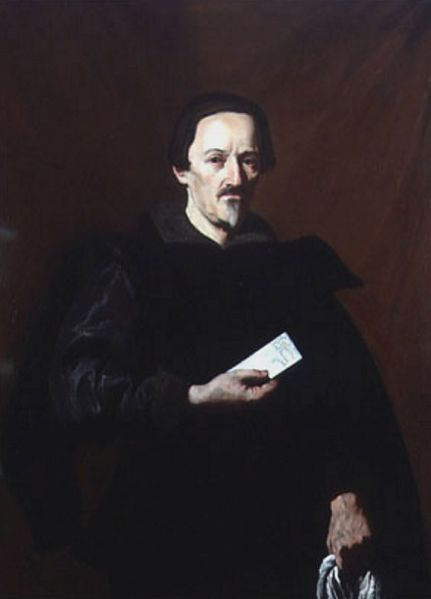
Vincenzo Giustiniani, ultimo proprietario della Maona di Chio, ritratto da Nicolas Régnier

Attorno al sesto secolo dopo Cristo l'isola entrò nella sfera d'influenza dell'Impero Bizantino: Kampos fu eletta sede amministrativa e vescovile sotto la protezione della flotta di Samos; acquistò importanza Evdilos per la fornitura di legno di quercia necessario per le chiglie dei "dromoni" bizantini e per le riparazioni navali. Ma nel 1050 il governo bizantino concentrò tutte le attività navali a Costantinopoli, ritirando anche la flotta di stanza nella base di Samos e nel 1081 l'Imperatore bizantino fondò a Patmos il Monastero di San Giovanni Teologo che divenne il centro culturale dell'Egeo: Icaria si trovò confinata nuovamente ai margini, flagellata da incursioni barbaresche e da terremoti.
Verso la fine del XII secolo D.C. l'Impero bizantino rinunciò alla tutela sull'Egeo: gli isolani si organizzarono allora a difesa, edificando capisaldi fortificati su posizioni dominanti, abbandonando la costa e fondando nuovi insediamenti all'interno (Arethousa fu tra questi). Nel 1204, dopo la conquista di Costantinopoli da parte della Quarta Crociata [indetta da Papa Innocenzo III per riconquistare Gerusalemme (caduta nel 1187 nelle mani del condottiero curdo Saladino), ma dirottata in corso di viaggio sulla cristiana Costantinopoli, Icaria divenne parte dell'Impero Latino di Costantinopoli fino al 1255, quando l'Impero Bizantino di Nicea riprese il controllo dell'Egeo prima e di Costantinopoli poi, nel 1261.
Nel 1304 l'Ammiraglio genovese Benedetto Zaccaria, già feudatario di Focea dal 1288, si impossessò di Scio (oggi Chio), ufficialmente per evitarne l'occupazione da parte dei Turchi; l'Imperatore bizantino, non essendo in grado di opporsi militarmente all'iniziativa, assegnò l'isola in concessione temporanea al Zaccaria, il quale però estese in breve il dominio della propria Signoria anche alle isole limitrofe, Icaria e Samo incluse. La Signoria di Scio ebbe vita breve, scalzata da moti popolari nel 1329, ma nel 1346 un altro Ammiraglio genovese, Simone Vignoso, partito da Genova per affrontare i Grimaldi di Monaco finì invece per attaccare Scio, riportando l'isola sotto l'egida genovese. Per gestire le ricchezze di Scio e delle altre isole del possedimento, tra le quali Icaria, il Vignoso fondò la "Maona di Scio", un'associazione di imprenditori liguri, tra i quali primeggiarono coloro che poi divennero i Giustiniani, che governò le isole per quasi 150 anni. Nell'ambito di tale "Maona", Icaria divenne feudo della famiglia genovese degli Arangio che la governò, col rango di Conti, dal 1346 al 1481. Del dominio genovese su Icaria rimangono pochissime tracce, limitate a un paio di luoghi fortificati di Paliokastro (sul versante settentrionale dell'isola in zona Miliupi) e di Kapsalino Kastro (sullo spartiacque dell'Atheras a levante del monte Efanos, a circa 800 metri di altezza], a qualche cognome ed a qualche toponimo; nel 1403 il diplomatico spagnolo Ruy González de Clavijo in viaggio verso Samarcanda riporta che l'isola è governata da una nobildonna del casato degli Arangio; l'area più popolata è divenuta quella di Akamatra mentre nel settore occidentale la più popolata è Langadha.

### Occupazione Ottomana

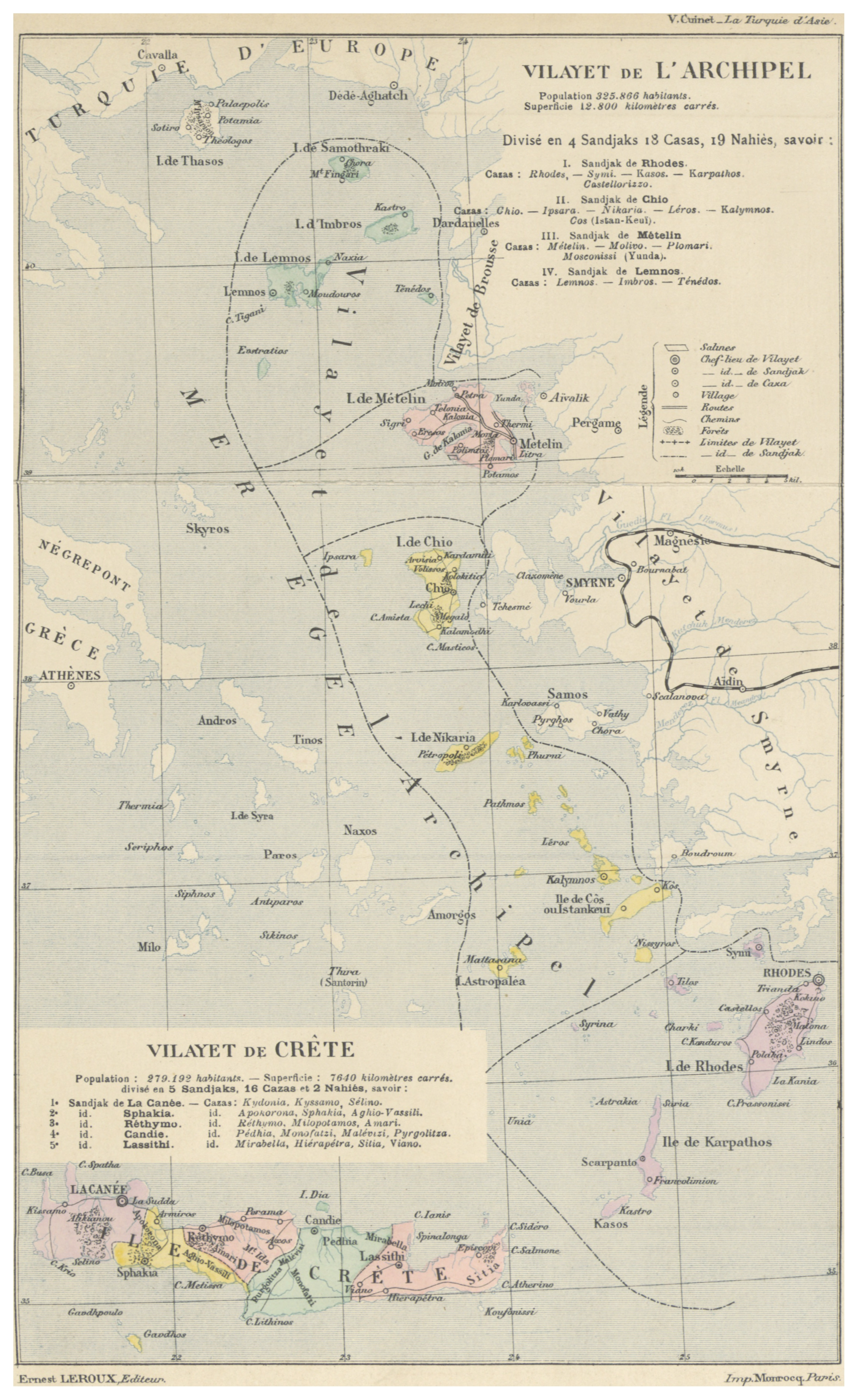
Vilayet dell'Arcipelago

Espansione della Grecia dal 1832 al 1947

Nel 1481, sotto la crescente pressione ottomana, i Genovesi abbandonarono i loro possedimenti nell'Egeo, sostituiti temporaneamente dall'Ordine dei Cavalieri di Rodi (ex Cavalieri dell'Ordine dell'Ospedale di San Giovanni di Gerusalemme); ma nel 1522, con la conquista di Rodi da parte del Sultano Solimano I Il Magnifico, anche l'Ordine dei Cavalieri di Rodi dovette abbandonare l'Egeo, ripiegando su Malta. Icaria si trovò formalmente libera, con la popolazione arroccata nell'interno, tutelata da una serie di posti di vedetta costantemente presidiati, si presume auto-governata da rappresentanti eletti tra le Comunità finché, nel 1567, i Maggiorenti dell'isola presentarono atto di sottomissione al Sultano Solimano II. Il Sultano, in cambio di una tassa annuale, garantì all'isola autonomia e autogoverno. Viaggiatori dell'epoca notarono l'assenza di insediamenti costieri; l'arcivescovo Joseph Georgirenes descrive l'isola con circa 1.000 abitanti, definendoli i più poveri dell'Egeo, ma longevi e dotati di fisici robusti; i villaggi sono descritti come pochi e piccoli, nessuno con più di cento case.
Nei quattro secoli successivi, fino al 1912, Icaria fu sotto il controllo dell'Impero ottomano. Di questo periodo ci sono pochissime informazioni.
Agli inizi del XIX secolo, sugli echi della rivoluzione Francese, in Grecia presero vita una serie di movimenti volti all'indipendenza dall'Impero Ottomano. Nel 1814 venne fondata la Filikí Etería  (Società degli Amici), una associazione segreta di cui facevano parte anche alcuni patrioti Icariani. Ciò nonostante durante la guerra di indipendenza greca, divampata nel 1821, Icaria fu solo marginalmente interessata dagli eventi bellici. A parte qualche marinaio reclutato nella flotta ellenica, gli icariani si tennero lontani dal conflitto e l'isola fu utilizzata dalla flotta ellenica dell'Ammiraglio Sachtouris di stanza a Patmos solo come risorsa da cui attingere acqua e provviste.
Alla fine della guerra, la Convenzione di Londra e il successivo trattato di Costantinopoli del 1832, sancirono la nascita del Regno di Grecia precursore dello stato Greco moderno il cui tuttavia alcune isole dell'egeo nord-orientale, fra cui Icaria, Samo, Chio e Lesbo, vennero assegnate alla Turchia.
Nel 1835 il sultano Mahmud II emise un editto in cui Icaria, insieme alle isole di Patmo, Lero e Calimno vennero assegnate al Sangiaccato di Chio nella Provincia dell'Arcipelago (che dal 1864 divenne il più piccolo Vilayet dell'Arcipelago). Questo documento fu molto importante per gli Icariani, divenendo una sorta di carta dei diritti. In essa il sultano riconosceva che le quattro isole non avevano partecipato alla ribellione contro gli Ottomani ed essendo molto povere potevano godere di un regime fiscale molto leggero. Negli anni successivi, favoriti da questa situazione, gli Icariani presero a ripopolare i villaggi costieri, abbandonati nel periodo precedente per il pericolo dei pirati, e iniziarono a commerciare con i mercanti di Smirne in beni di produzione locale, in particolare vino, uva e carbone vegetale. 
Lo sviluppo del commercio diede impulso all'agricoltura portando ad una trasformazione della società ed anche a qualche contrasto fra i possessori di grandi greggi di pecore e capre, che volevano sfruttare le terre per il pascolo e chi invece voleva coltivarle dando sviluppo alla produzione di vino, olio, frutta e altri prodotti agricoli.
Entro la fine del XIX secolo, nonostante i progressi e i contatti con le città e i mercanti ottomani, l'isola rimase una delle parti più isolate dell'Impero Ottomano. I loro compagni greci li consideravano poveri e ignoranti, e ora gli stessi Icariani cominciavano ad accettare il loro umile status. I pochi visitatori li descrivevano come un popolo timido e consapevole del proprio dialetto provinciale.
Uno studioso di Samo che visitò Icaria nel 1864, in un articolo descrisse gli Icariani come "gli abitanti più poveri e rozzi dell'Egeo".

### Indipendenza e unificazione con la Grecia

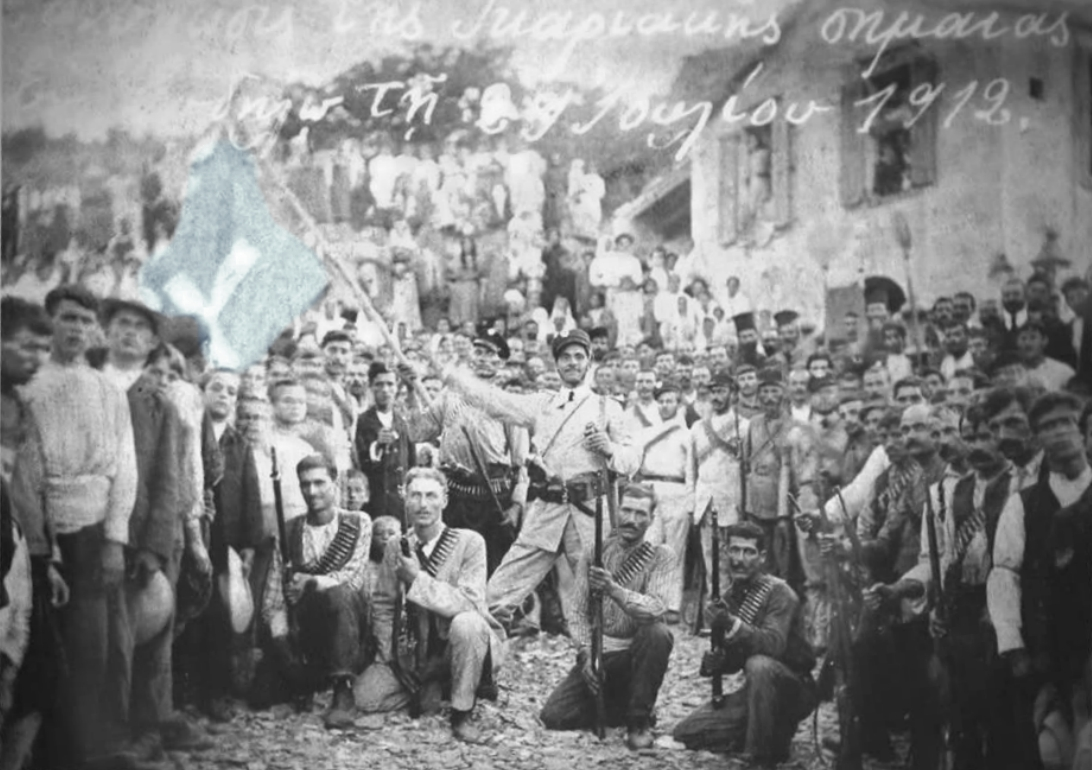
Patrioti Icariani ad Evdilos in agosto 1912 dopo la cacciata dei Turchi

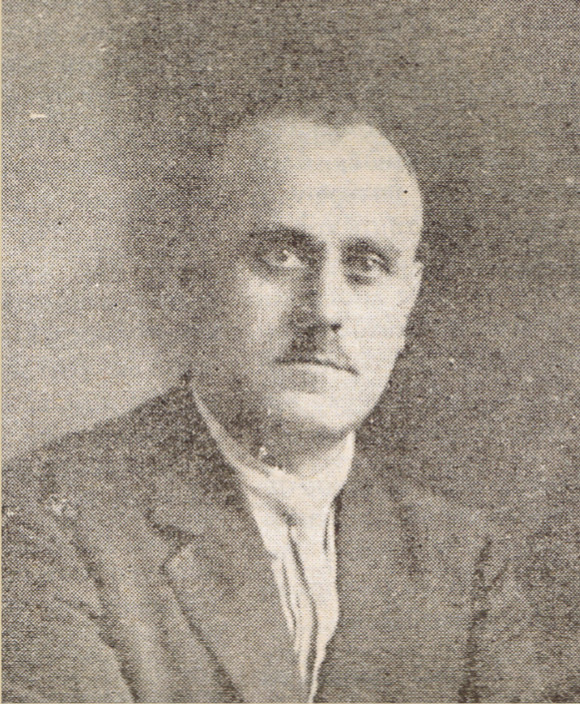
Ioannis Malachias (1876-1958) ispiratore della rivolta icariana e primo presidente dello Stato Libero di Icaria

Alla fine del XIX secolo, nonostante la lunga dominazione, i rapporti degli Icariani con gli Ottomani erano abbastanza buoni in quanto i Turchi avevano liberato le coste dai pirati da molti anni e gli abitanti dell'isola godevano di una certa autonomia e non erano strozzati dalle tasse. Tuttavia questa situazione cambiò radicalmente agli inizi del nuovo secolo a causa di una serie di decisioni intraprese dal governo turco che si era insediato dopo la deposizione del Sultano Abdul Hamid II. Queste decisioni riguardarono l'imposizione di una tassa sui proventi derivanti dai bagni termali, la proibizione della coltivazione del tabacco, e l'obbligo di leva per i giovani Icariani.
Nella lotta contro queste imposizioni si fece notare un giovane medico icariano: Ioannis Malachias. Nato nel 1876 nel villaggio di Xilosirtis, laureato in medicina ad Atene e specializzato a Parigi, era tornato ad Icaria nel 1906 e nonostante la giovane età era stato eletto nella demogerontia di Fanari e nominato rappresentante ufficiale dell'isola. Egli, non solo si fece portavoce della protesta presso le autorità turche, ma guardando in prospettiva, si recò più volte, nel 1908 e 1910, ad Atene a perorare la causa della riunificazione di Icaria presso i governanti greci, mentre l'isola diventava oggetto degli interessi italiani nell'Egeo.
Il nuovo primo ministro greco Eleutherios Venizelos si mostrò incerto sulla decisione da prendere perché stava preparando una alleanza contro i turchi e temeva una possibile reazione italiana che lo avrebbe costretto a combattere su due fronti. Ai primi di luglio 1912, stante l'indecisione greca, Malachias decise di rompere gli indugi e diede il via alla insurrezione. Fra il 16 ed il 18 luglio gli insorti icariani conquistarono Evdilos, Raches e dopo una breve scaramuccia anche il capoluogo Agios Kirykos, facendo prigionieri tutti i soldati turchi e il loro comandante. In uno scontro avvenuto il 17 presso il villaggio di Chrysostomos rimase uccisa l'unica vittima dell'insurrezione: un icariano di nome Georgios Spanos.
Anche di fronte al fatto compiuto Venizelos si mostrò riluttante a sancire l'unificazione con la Grecia perché questo gli avrebbe creato problemi al suo piano per la preparazione della guerra contro i Turchi. Ai patrioti Icariani pertanto non restò altra scelta che proclamare la loro indipendenza. Venne così sancita la nascita dello  Ελευθέρα Πολιτεία Ικαρίας, ovvero "Stato libero di Ikaria". Il 27 luglio anche le isole Furni dichiararono l'indipendenza dalla Turchia e si unirono a Icaria.
Fu quindi nominato un comitato esecutivo con il compito di amministrare l'isola. Il comitato era presieduto da Ioannis Malachias e ne facevano parte, oltre a lui, nove rappresentanti di Icaria e quattro delle isole Furni:
Nei mesi successivi il comitato provvide a nominare una serie di funzionari locali per la gestione di poste, polizia, dogana e due giudici e un pubblico ministero per l'amministrazione della giustizia. Vennero inoltre emesse alcune migliaia di francobolli, che tuttavia non risultano mai utilizzati. In quel periodo il comitato dovette inoltre affrontare una serie di crisi derivanti dalla mancanza di denaro e dallo stato di isolamento in cui venne a trovarsi l'isola in quanto le navi turche avevano escluso Icaria dalle loro rotte e le navi greche che si avventuravano in quella zona burrascosa dell'Egeo erano assai poche.
Tuttavia la crisi più grave non venne dall'esterno, ma dall'interno del comitato. In esso infatti si scontrarono due fazioni: quella che rappresentava gli interessi degli abitanti del versante nord dell'isola, che spingevano perché il capoluogo fosse spostato a Evdilos, già capitale in epoca Greca e Bizantina, e quella degli abitanti del versante sud, che volevano che il capoluogo restasse ad Agios Kirykos, a suo tempo elevata a tale ruolo dagli Ottomani. Lo scontro raggiunse livelli assai aspri si sfiorò il confronto armato. Se questo non avvenne fu per la mediazione di Malachias che ai primi di novembre si recò ad Atene a sollecitare nuovamente l'annessione alla Grecia.
Questa volta Venizelos, incoraggiato anche da messaggi provenienti da diverse potenze europee, si decise e diede incarico alla nave da guerra Thyella che stazionava nell'Egeo, di procedere verso Icaria per incorporarla nello stato Greco. Il giorno 4 novembre la Thyella giunse ad Evdilos dove il comandante Vlachopoulos dichiarò, per ordine del governo greco, che Icaria con tutte le sue città e villaggi venivano incorporati nella Grecia. La stessa dichiarazione venne ripetuta la sera stessa ad Agios Kirykos mettendo quindi fine a quasi quattro mesi di indipendenza icariana fra i festeggiamenti della popolazione.
L'annessione di Icaria nella Grecia fu ratificata nel Trattato di Londra firmato il 30 maggio 1913.

### Dall'unificazione alla fine della Seconda guerra mondiale

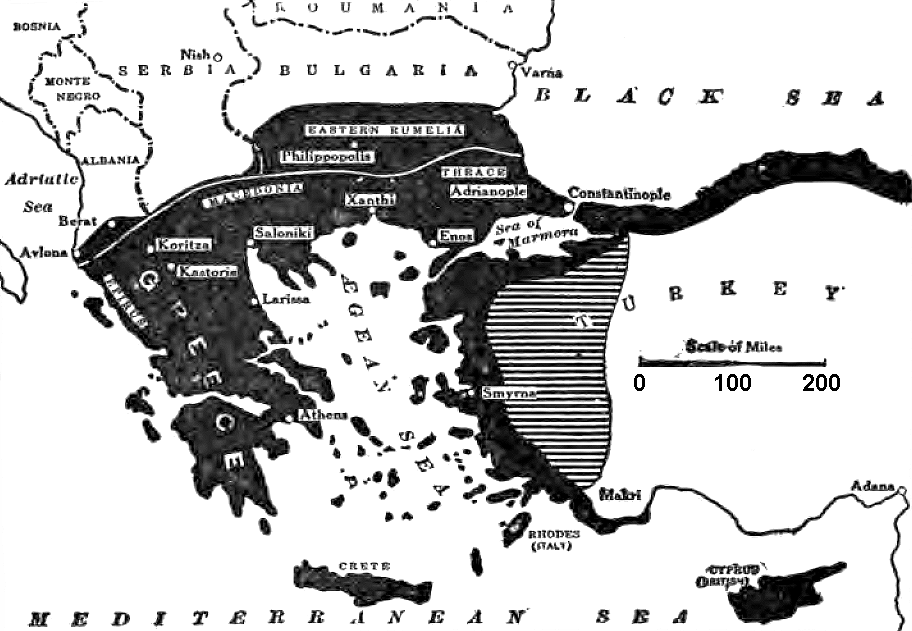
La Grecia secondo la Megali idea

I primi anni dopo l'unificazione furono per gli Icariani piuttosto difficili. Essi dopo l'unificazione ripresero i contatti commerciali con la Turchia che rappresentava per l'isola un partner commerciale assai più funzionale della stessa Grecia, sia per l'innegabile vantaggio logistico, i porti turchi erano infatti molti più vicini e meno pericolosi da raggiungere di quelli greci, sia per il fatto che nelle città turche della costa dell'Anatolia, prima fra tutte Smirne, c'era una vasta comunità greca ed anche icariana. Questi commerci andarono avanti fino al 1917, quando la Grecia entrò in guerra a fianco della triplice intesa contro gli imperi centrali della triplice alleanza di cui la Turchia era entrata a far parte dopo l'uscita dell'Italia dall'alleanza. Dopo la fine della I guerra mondiale i commerci ripresero, ma si interruppero definitivamente nel 1920 con l'occupazione di Smirne da parte dei Greci e la conseguente guerra greco-turca dell'Asia minore. Questa guerra fu la conseguenza del nazionalismo greco che aspirava alla realizzazione di una grande Grecia, la cosiddetta Megali Idea che il primo ministro greco Venizelos aveva esposto a Parigi nel 1919. La successiva sconfitta greca significò per l'isola, non solo l'interruzione dei commerci con l'Anatolia, ma anche l'onere della gestione di un migliaio di rifugiati greci espulsi dalla Turchia a seguito del Trattato di Losanna. Per molti mesi Agios Kirykos fu gremita di gente affamata e affetta da malattie che non possedevano nulla se non i vestiti che indossavano e qualche sparuta capra. Fortunatamente la maggior parte di queste persone venne trasferita nella Grecia continentale, ma la loro presenza, sia pure temporanea, ebbe un impatto negativo sulla non florida economia locale.
Gli anni 20 coincisero con un altro evento che ebbe ripercussioni molto negative per gli Icariani: l'emissione da parte degli Stati Uniti di una legislazione più limitativa al numero di immigrati provenienti dall'Europa. Queste leggi fermarono quasi del tutto l'emigrazione icariana negli Stati Uniti che a partire dal 1850 aveva portato centinaia di icariani a lavorare in America ad un ritmo che raggiunse un picco nel 1916 con 450 persone. Si calcola che nel 1920 ci fossero circa tremila icariani negli Stati Uniti. Essi erano impegnati principalmente nelle acciaierie di Pittsburgh dove guadagnavano in un giorno l'equivalente di 150 groschen che potevano mantenere una famiglia in Icaria per un mese.
A questi eventi si aggiunsero anche delle calamità naturali che distrussero quel che restava dell'economia icariana. Un'epidemia di filossera infatti colpi l'isola negli anni 20 e distrusse i vigneti dell'isola e la loro produzione di ribes, che le nuove piante importate dell'America non riuscirono a risollevare. Nel 1934 l'associazione degli icariani in America (Pan-Icarian Brotherhood of America) inviò dei fondi agli agricoltori per sviluppare delle colture alternative, ma era oramai troppo tardi per risollevare l'agricoltura dell'isola.
Alla fine degli anni 30, dopo oltre un quarto di secolo dall'unificazione con la Grecia, la situazione dell'isola di Icaria non era migliore di quanto fosse sotto il dominio Ottomano. C'è da dire che nel frattempo la situazione della madrepatria non fosse delle migliori. Infatti nel periodo fra le due guerre mondiali nel paese ci fu l'abolizione della monarchia (1924) seguita da una serie di governi inefficaci guidati dai militari, la grave crisi economica dovuta al crollo del 1929, il ritorno al potere di Venizelos sino al suo esilio definitivo nel 1935, il ristabilimento della monarchia con Re Giorgio II, sino a che il 4 agosto 1936 il generale Ioannis Metaxas instaurò con un colpo di Stato una dittatura di tipo fascista.
Metaxas giunto al potere esiliò circa duemila dissidenti, comunisti del KKE, sindacalisti, o oppositori scomodi. Fra questi circa un centinaio furono esiliati ad Icaria fra cui George Mylonas, il capo del Partito Agrario.

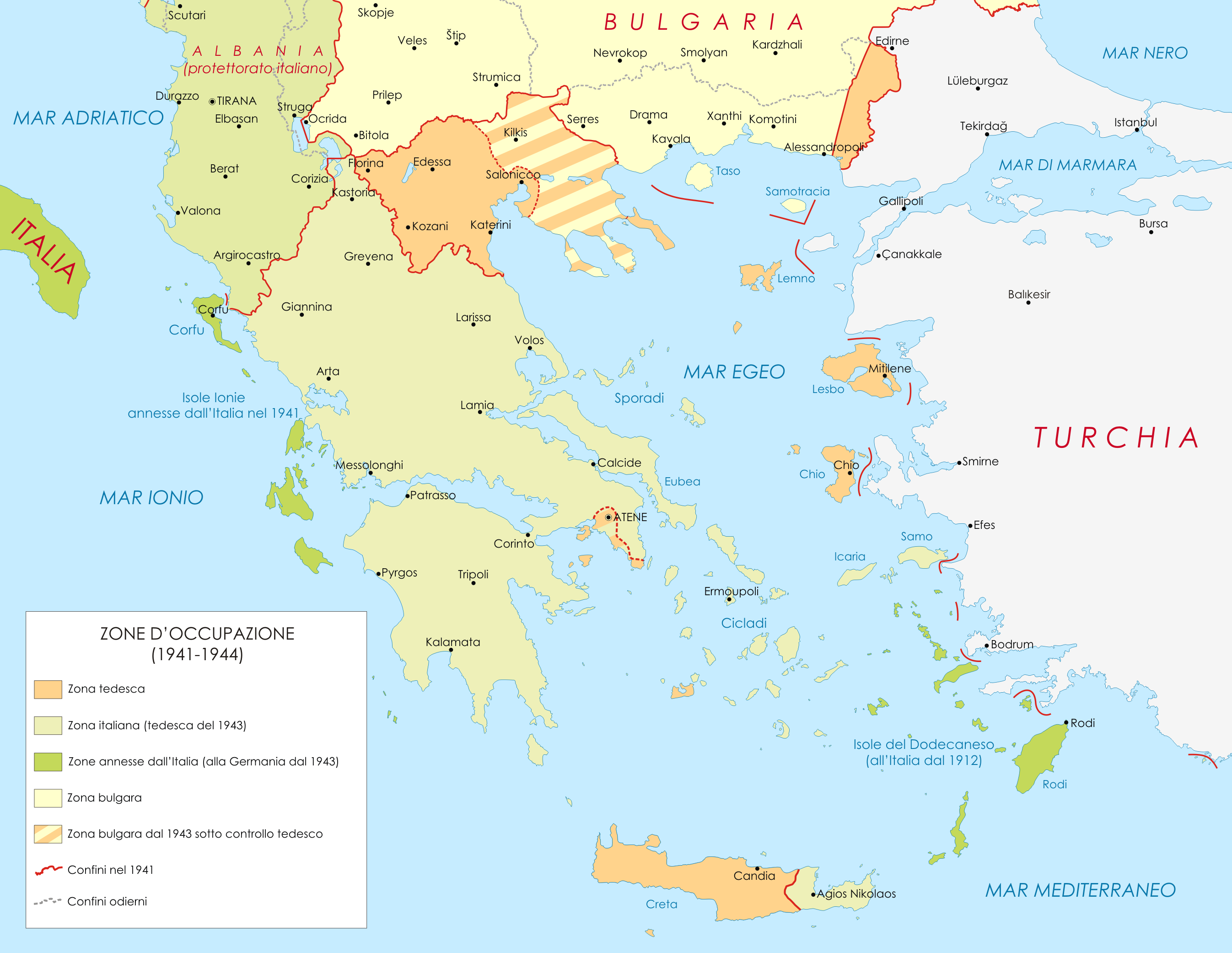
Zone di occupazione della Grecia dopo la resa del 1941

Allo scoppio della seconda guerra mondiale la Grecia rimase inizialmente neutrale, ma il 28 ottobre 1940 dopo l'ultimatum italiano fu costretta a scendere in guerra per difendersi dall'attacco italiano lungo il confine albanese. Nei mesi successivi ad Icaria c'era molta preoccupazione per l'invasione italiana che si pensava potesse avvenire da un momento all'altro. La marina italiana era infatti di stanza a Patmo distante da Icaria solo poche decine di chilometri. Se questo non avvenne fu solo perché il comando italiano, impegnato molto più del previsto sul fronte terrestre dalle truppe greche, non voleva aprire un secondo fronte nell'Egeo. La situazione cambiò radicalmente nell'aprile del 1941 quando la Germania invase la Grecia da nord e in poche settimane la costrinse alla resa.
Nel maggio del 1941 iniziò l'occupazione delle isole dell'Egeo. Il 10 maggio duecentocinquanta soldati tedeschi della 18ª divisione sbarcarono ad Armenistis e poi marciarono su Agios Kirykos. A metà giugno i tedeschi furono sostituiti dagli italiani che sbarcarono ad Agios Kirykos. Fra il 1941 ed il 1942 la Grecia fu colpita da una terribile carestia che non risparmiò l'isola di Icaria. L'isola, che prima della guerra contava circa dodicimila abitanti, alla fine del 1943 era ridotta ad ottomila abitanti e si calcola che circa mille persone morirono per la fame e le privazioni. I primi casi di fame si ebbero nel gennaio 1942 dopo che gli italiani furono costretti a ridurre le razioni e a confiscare le medicine presenti nell'isola. Uno dei villaggi che patì i maggiori problemi fu Karavostamos, un villaggio di circa millecinquecento abitanti. Il paese non aveva terreno coltivabile e gli abitanti erano quasi tutti marinai e pescatori, ma a causa delle limitazioni sul movimento delle barche imposte per ragioni di sicurezza, essi non poterono esercitare il loro mestiere e soffrirono più di altri della situazione di carenza di cibo. Circa 130 persone morirono nell'inverno fra il 1941 e 1942. Agli inizi del 1942 la Croce Rossa, venuta a conoscenza delle drammatiche condizioni in cui si trovavano gli abitanti delle isole di Samo e Icaria, spedì rifornimenti di farina a Samo, utilizzando navi da trasporto italiane. Purtroppo nessun rifornimento raggiunse Icaria fino all'agosto del 1942 quando gli italiani fornirono alla Croce Rossa una nave per trasportare 47 tonnellate di farina ad Agios Kirykos.
In un'epoca in cui la moneta scarseggiava, ovvero era di incerto valore, tornò a fiorire il baratto come mezzo di scambio di beni e merci. L'olio di oliva e la carne di capra erano i beni preziosi di cui gli icariani disponevano e li scambiavano con zucchero, pasta, riso, farina, conserve di carne, pomodori in scatola, marmellata, caffè, sale e biscotti forniti dagli italiani. In questa situazione si sviluppò anche un curioso commercio di beni di lusso. A Icaria non era infrequente incontrare persone che si spostassero di villaggio in villaggio portando pellicce, macchine da scrivere, cappelli a cilindro, frullatori per le uova e altri oggetti non essenziali, portati principalmente dall'America nel periodo prebellico, che veniva scambiati per cibo. Al mercato nero furono persino ritrovati manufatti classici provenienti dagli scavi del 1939 nel tempio di Artemide.
All'inizio dell'occupazione a Icaria c'erano circa cinquecento soldati italiani che diventarono mille entro l'estate del 1943. La guarnigione era stanziata principalmente a Agios Kirykos e Evdilos, ma c'era anche dei piccoli distaccamenti a Capo Papas e Fanari. I rapporti degli icariani con gli italiani erano inizialmente abbastanza buoni, sicuramente meglio di quelli con i tedeschi. La situazione peggiorò nel 1942 quando gli italiani interruppero la distribuzione dei razionamenti e imposero una decima sulla raccolta dell'olio di oliva. Questo provocò una serie di incidenti fino a che, dopo l'arrivo di rifornimento da parte della Croce Rossa, gli Italiani tolsero la tassa sull'olio. La tassa venne ripristinata nell'estate del 1943 quando dall'Italia, in forte difficoltà su tutti i fronti, non giungevano sufficienti razioni per i soldati.
A partire dall'inverno del 1942 un gran numero di Icariani cominciarono a lasciare l'isola. Tra il 1942 e il 1943 si calcola che circa tremila persone abbandonarono l'isola per rifugiarsi nei campi profughi dell'Asia minore e in Egitto. Questi viaggi non erano esenti da pericoli e molti fuggitivi morirono o nel viaggio o giunti in Turchia dove erano spesso attaccati da bande irregolari locali.
Il 26 luglio 1943, il giorno della caduta del Fascismo in Italia, ci fu una imboscata ai soldati italiani in cui vennero uccise diverse persone. Il 30 agosto le Camicie Nere per ritorsione giustiziarono alcuni abitanti del villaggio di Kastania ritenuti informatori dei partigiani dell'EAM. Il 9 settembre l'EAM attaccò la piccola guarnigione italiana a Capo Papas che fu costretta a capitolare senza vittime. Nei giorni successivi furono tagliate le linee telegrafiche interne all'isola e quelle verso l'esterno e attaccate e conquistate le guarnigioni di Raches e Evdilos. Tuttavia gli Italiani non erano ancora decisi ad arrendersi e ci fu un attacco aereo con bombardamento su Raches ed Evdilos, che rinfrancarono la guarnigione italiana ad Agios Kirykos, che ricevette anche rinforzi da Samo, per cui i circa quattrocento combattenti dell'EAM si rifugiarono sulle montagne.
All'indomani dell'armistizio, il generale Mario Soldarelli, comandante della Divisione Cuneo e capo delle forze armate italiane nell'Egeo orientale, di stanza a Samo, era bene deciso a rispettare i termini dell'accordo con gli anglo-americani, ma incontrò delle difficoltà a far accettare questa situazione da un gruppo di irriducibili Camicie Nere che si erano rifugiate ad Icaria. Temendo spargimenti di sangue fra le Camicie Nere e i militanti dell'EAM, Soldarelli si accordò con l'agente britannico del SOE Michael Parish, e lo inviò ad Icaria per cercare di evitare conflitti. Parish giunse ad Armenistis il 18 settembre su un MAS italiano accompagnato dal Generale di brigata Eugenio Pejrolo, dal colonnello David Pawson, dall'ammiraglio Levidas, rappresentante del governo greco a Smirne, e da George Pasvanes, rappresentante dell'EAM. Parish si recò quindi ad Evdilos e Agios Kirykos e parlò sia con i rappresentanti dell'EAM che con le camicie Nere, spiegando loro che ora il nemico era la Germania e che greci e italiani dovevano unire i loro sforzi contro di essi, quindi ripartì da solo per Samo con il MAS italiano. Per sua sfortuna filtrò la notizia che Mussolini era stato liberato e aveva annullato gli accordi dell'armistizio. Egli fu pertanto arrestato dalle Camicie Nere e si seppe successivamente che fu trasferito in prigionia in Germania. Successivamente Soldarelli informò che sotto il suo comando gli accordi restavano validi, con grande delusione delle Camicie Nere, che provarono a reagire, ma senza nessun appoggio ne da terra ne dal mare dovettero desistere.
L'armistizio con l'Italia fece quindi di Samo e Icaria il primo territorio greco liberato. In attesa della reazione germanica, il Governo greco in esilio inviò a Samos i suoi rappresentanti, invitando l'EAM di Icaria a inviare a Samo i suoi delegati. Con il supporto del governo greco di Samo, gli Icariani elessero un consiglio provvisorio, costituito in pratica da rappresentanti dell'EAM, con ampie funzioni legislative e giudiziarie.
Il 26 settembre venne inviato sull'isola il capitano John Pyke al comando di trentasei soldati britannici del Royal West Kent Regiment. Gli obiettivi di Pyke erano quelli di stabilire un rapporto di cooperazione con i guerriglieri dall'EAM e convincere gli italiani a collaborare con i greci contro i tedeschi. Dopo un mese di tentativi e permanenza sull'isola Pyke capì che questi obiettivi erano irraggiungibili per due motivi: i greci erano fomentati dai membri dell'EAM per lo più comunisti e fortemente anti-britannici e gli italiani rimasti sull'isola erano quasi tutte Camicie Nere assolutamente contrarie a combattere contro i tedeschi. Egli chiese pertanto di essere rimosso dal suo incarico, ma non fu accontentato.

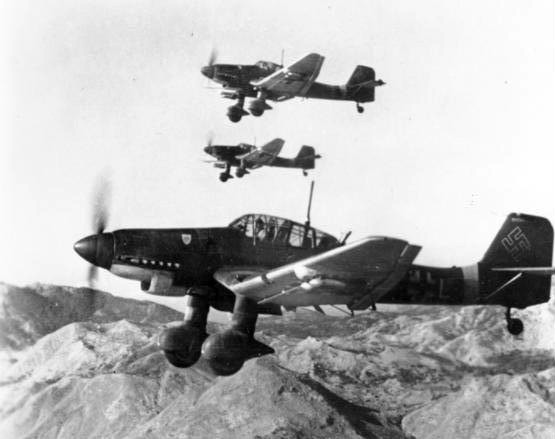
Stukas del Sturzkampfgeschwader 3 nel mediterraneo in ottobre 1943

Dopo l'armistizio dell'8 settembre, i tedeschi, che temevano questa possibilità, ed avevano preparato dei piani al riguardo, avviarono una serie di operazioni, che videro la stretta collaborazione fra unità dell'esercito e dell'aviazione, per riconquistare le isole italiane, ed in poche settimane ripresero tutte le isole. L'11 settembre presero Rodi, il 26 settembre avviarono l'Operazione Leopardo per la conquista di Leros che capitolò il 16 novembre, il 4 ottobre conquistarono l'isola di Kos (Operazione Orso Polare Unternehmen Eisbär) e il 12 novembre lanciarono l'Operazione Poseidon per la conquista di Samo. Il 17 novembre l'isola fu bombardata dagli Stukas dello squadrone d'assalto Sturzkampfgeschwader 3 del capitano Helmut Nauman, che fece gravi danni nei porti di Vathy e Tigani distruggendo strade, infrastrutture e abitazioni. La dimostrazione di forza tedesca convinse il generale Maitland Wilson del quartiere generale del Cairo ordinò al generale Hall, comandante delle truppe britanniche a Samo, di evacuare immediatamente dall'isola. Il giorno successivo cominciò l'evacuazione: circa cinquecento soldati britannici, molti italiani e alcuni guerriglieri dell'EAM, si rifugiarono in Turchia. Il 23 novembre le truppe tedesche entrarono a Samo e occuparono l'isola praticamente senza spargimento di sangue.
I tedeschi arrivarono ad Agios Kirykos la mattina del 18 novembre. Il capitano Pyke, che aveva previsto questa ipotesi, scappo a piedi e attraversò tutta l'isola fino a Evdilos dove teneva un caicco libero. Avvisò quindi gli italiani fili-britannici, che scapparono sulle montagne, e il 19 lasciò l'isola diretto a Cesme in Turchia. I tedeschi sbarcati erano circa un centinaio, comandati da un certo capitano Kostas che parlava bene il greco e si diceva fosse originario di Smirne o Patrasso, ma trasferito in Germania da molti anni. Kostas fece un breve giro dell'isola, prese in custodia gli italiani e bruciò le case dei simpatizzanti EAM, prima di ripartire il 25 novembre. Per i successivi sette mesi i tedeschi non tornarono sull'isola. Kostas aveva in dotazione una torpediniera pesantemente armata con la quale pattugliava il canale tra Icaria e Samo fermando le navi che lo attraversavano cercando membri dell'EAM e sequestrando parte del carico per suo tornaconto. Durante il suo soggiorno sull'isola Kostas arrestò molti appartenenti e simpatizzanti dell'EAM i cui nomi gli venivano forniti da un gruppo di delatori e collaborazionisti greci chiamati in gergo roufianoi.
Alla fine di agosto 1944 i tedeschi cominciarono a ritirarsi dall'Egeo, ma di questo a Icaria non si sapeva nulla. L'11 settembre i tedeschi lasciarono nuovamente Icaria, ma gli Icariani non sapevano se fosse una partenza definitiva o meno, come già accaduto in passato. Verso la metà di settembre essi capirono che erano davvero scomparsi dall'area e quindi i combattenti dell'EAM scesero dalle montagne in cui si erano rifugiate per lungo tempo e ripresero possesso dell'isola, ridotta ad un ammasso di macerie e con gli abitanti emaciati per la fame e coperti di stracci.

### Dal dopoguerra agli anni 2000

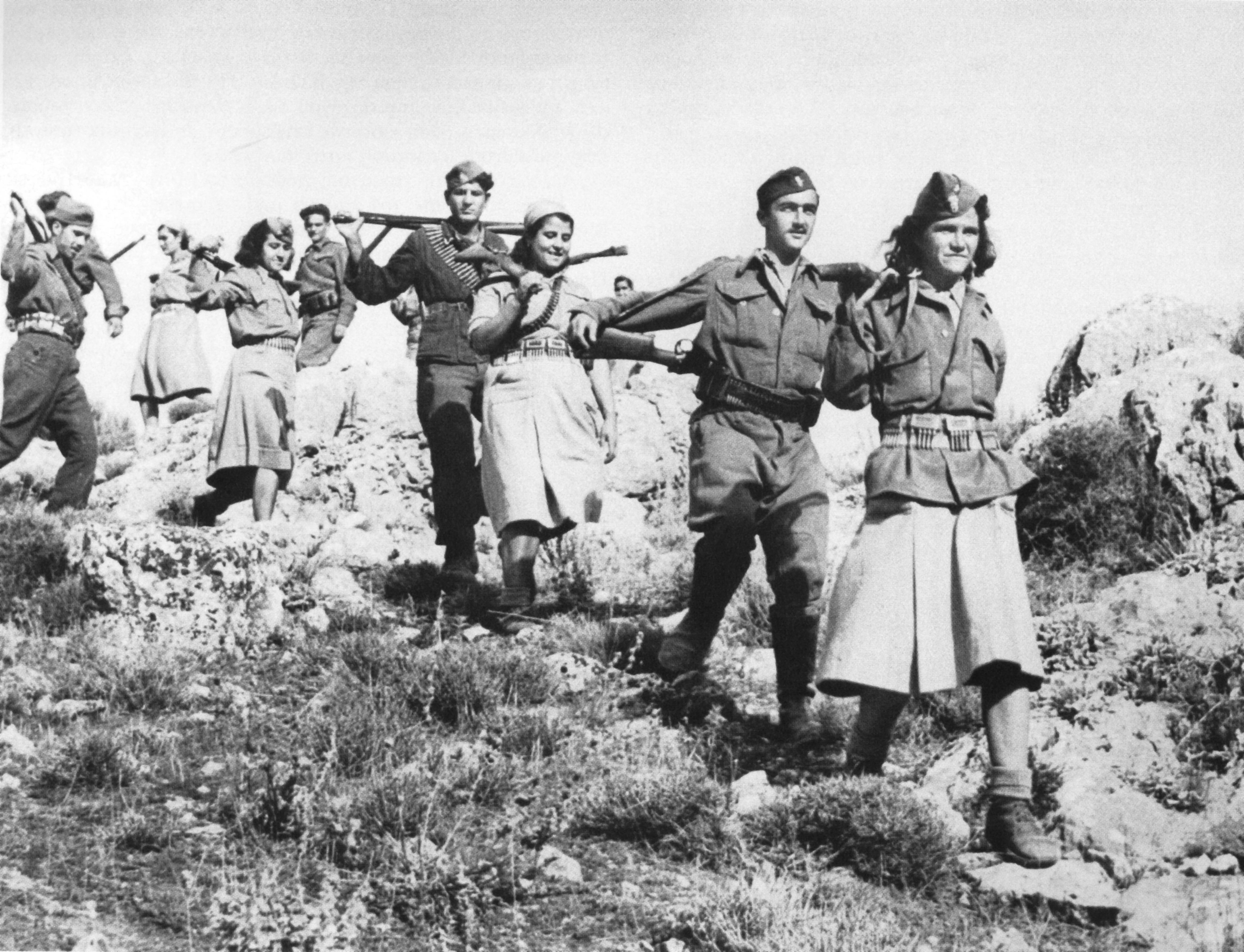
Combattenti dell'ELAS (1944)

Distribuzione dell'Esercito Democratico Greco sul territorio

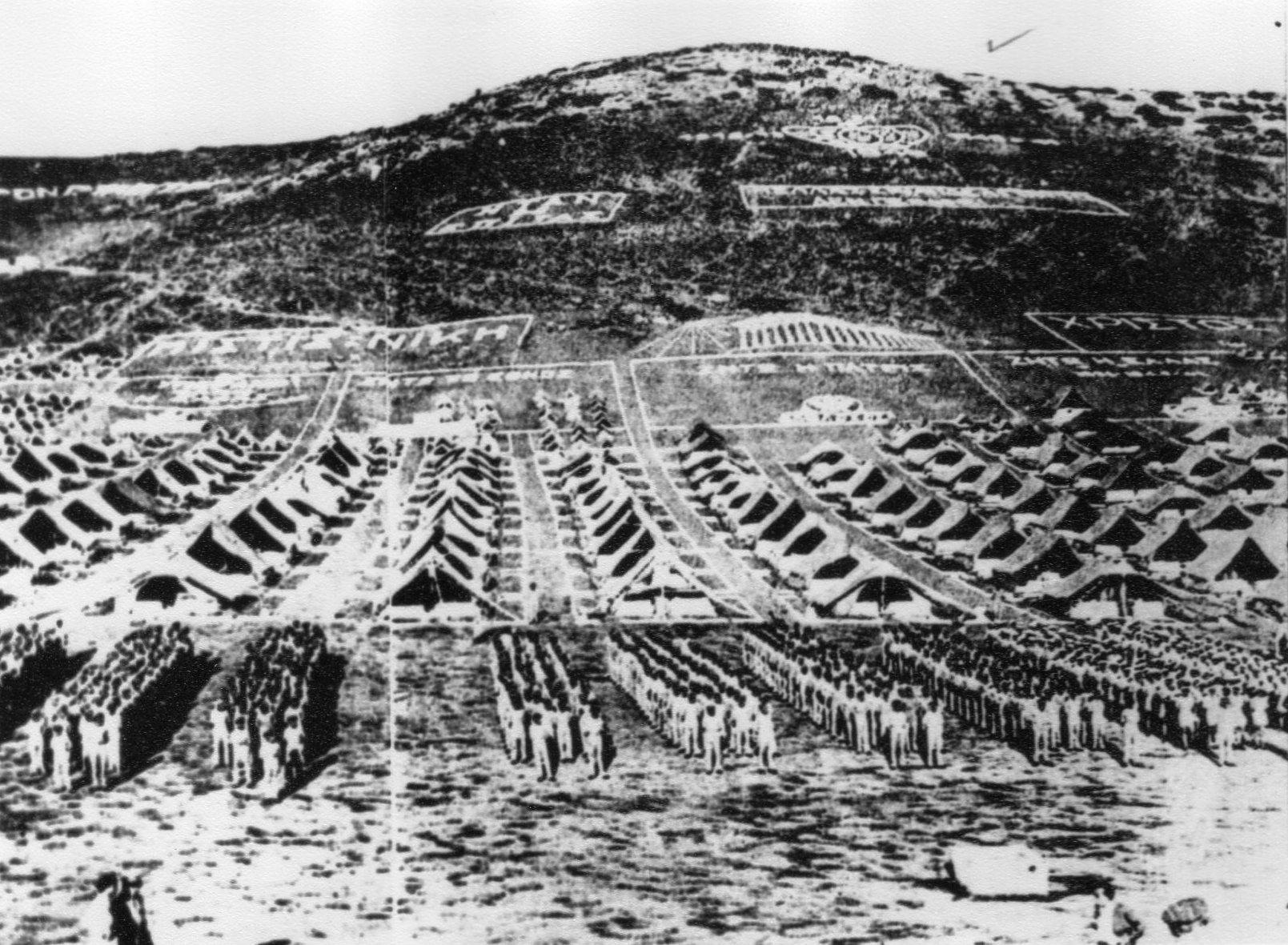
Campo di prigionia di Makronisos

Dopo la ritirata dei tedeschi dalla Grecia la situazione sul campo divenne piuttosto confusa con due realtà che si contendevano il dominio del territorio. Da un lato i militanti dell'EAM con il suo braccio armato, l'ELAS di ispirazione comunista, dall'altro alcuni gruppi minori di tendenza repubblicana (EKKA) e conservatrice (EDES) favoriti dai britannici. Questa contrapposizione sfociò in una sanguinosa guerra civile che si protrasse con fasi alterne dal 1943 al 1949.
I contraccolpi di questa guerra ebbero effetti anche sulla vita e sulla popolazione di Icaria. Alla fine della guerra la maggioranza degli icariani erano comunisti, o comunque di sinistra e repubblicani. Una prova di questo la si ebbe nel referendum istituzionale del 1946. Infatti mentre in tutta la Grecia la maggioranza dell'elettorato greco fu favorevole al ritorno dela monarchia, ad Icaria quasi il 65% votò contro questa reintegrazione. Si calcola che in quel tempo circa l'80% della popolazione dell'isola apparteneva all'EAM. Il motivo di questa scelta era molto semplice: durante la guerra la gendarmeria e il governo collaborazionista di Atene erano rimasti indifferenti ai problemi del popolo mentre l'EAM si era sforzata di aiutare gli Icariani durante gli anni della crisi.
Per qualche tempo dopo la partenza dei tedeschi l'EAM di Icaria fu padrone del campo. Venne istituito un "Tribunale del popolo" in cui vennero sommariamente processati e puniti i collaborazionisti, o presunti tali, di italiani e tedeschi. L'episodio più grave riguardò un medico di Agios Kirikos, tale Nicholas Amaxis, che fu arrestato il 5 settembre 1944, quindi condotto in campagna e ucciso, senza nessun processo. Entro la fine del mese di settembre un distaccamento de Battaglione Sacro giunse a Icaria dalla vicina Samo e cercò di ristabilire la legalità reinvestendo di poteri di polizia la gendarmeria, ma dopo qualche giorno ripartì senza lasciare uomini ad Icaria. Nei mesi successivi ci fu una situazione di stallo con la gendarmeria che aveva ufficialmente il controllo, ma l'EAM che conservava la maggior parte delle sue armi e godeva del sostegno della maggior parte della popolazione.
Nel dicembre del 1944, mentre ad Atene avvenivano i fatti della Dekemvriana, anche su molte isole dell'Egreo vi furono dei disordini. George Pasvanes, un delegato icariano che si trovava a Samo a trattare il rilascio di un membro del KKE accusato di fomentare disordini a Vathy, fu ucciso il 13 dicembre in strada. (256) Durante la fase finale della Guerra civile molti icariani emigrarono a Samo dove entrarono nelle file dell'Esercito Democratico Greco combattendo fino alla resa definitiva di questo nel 1949.
Dopo una breve tregua seguita agli gli accordi di Varkiza, gli estremisti di destra avviarono una caccia alle streghe contro gli appartenenti ad EAM/ELAS che è nota come "Terrore bianco". Così nel 1946 anche la gendarmeria di Icaria stava perseguitando e arrestando membri di spicco dell'EAM costringendo molti icariani a fuggire sui monti andando ad infoltire il gruppo degli andartes locali. Si calcola che questi raggiunsero il massimo di 200 uomini nel 1948. (261-263) In quell'anno la gendarmeria condusse una serie di campagne contro i guerriglieri, in particolare nella zona di Droutsoulas, un villaggio vicino a Evdilos, il cui territorio montuoso era pieno di grotte che si supponeva fornissero riparo agli andartes. Ad inizio 1949 probabilmente meno di 30 guerriglieri erano rimasti a piede libero. Nell'estate del 1949, quando la guerra civile nella Grecia continentale stava finendo, il governo decise di stroncare definitivamente gli ultimi combattenti icariani, inviando sul posto il maggiore Euthymios Kamoutses con 50 soldati addestrati nella lotta antiguerriglia. Questi tagliò completamente i rifornimenti ai combattenti evacuando rapidamente una serie di villaggi che fornivano appoggio ai combattenti e incendiando una parte dei boschi limitrofi. A questo punto, il segretario del KKE di Icaria consigliò ai suoi compagni di arrendersi. Il grosso dei guerriglieri si arrese e venne inviato in un campo di prigionia sull'isola di Makronisos dove rimase per lungo tempo. Solo otto uomini rimasero sulle montagne, e vi rimasero per molti anni ancora.
A partire dal 1946, quando la guerra civile era ancora in corso, Icaria venne utilizzata dal governo centrale come luogo di esilio per dissidenti politici. Questo era già successo in precedenza, infatti sia negli anni '20, che negli anni '30, Venizelos prima e Metaxas poi avevano esiliato a Icaria oppositori monarchici e funzionari di sinistra. I primi confinati - apparvero a Icaria nell'autunno del 1946, e a ottobre erano 125. Queste persone vivevano con uno stanziamento governativo di 10 dracme al giorno, e nonostante le dure condizioni, vivevano in condizioni nettamente migliori che in altri luoghi di esilio. Le autorità sapendo che la maggior parte degli Icariani era solidale con il comunismo non ritennero necessario separare i detenuti dalla popolazione trattenendoli in campi specifici, ma permisero loro di vivere in vari villaggi insieme ai locali. Negli anni successivi Icaria arrivò ad ospitare fino a 5.000 esuli e durante tutto il tempo in cui tale pratica venne seguita (in pratica fino alla caduta della Dittatura dei colonnelli nel 1974) circa trentamila persone transitarono per l'isola.
Molto spesso questi esiliati erano persone che avevano studiato, medici, ingegneri, architetti, esperti agrari, insegnanti, che offrivano i loro servizi gratuitamente o in cambio di cibo o alloggio. Questo, e il fatto che gli esiliati vivessero normalmente insieme alla gente del luogo, favorì un notevole livello di scambio culturale, se non addirittura un certo livello di dominio intellettuale. Fra gli esiliati vi furono alcuni personaggi molto noti: il generale Stefanos Sarafis, uno dei vertici dell'ELAS, che fu esiliato a Icaria nel 1946, Mikis Theodorakis, il compositore, esiliato a Icaria nel 1947-48, Dimitrios Partsalidis, segretario generale dell'EAM e poi primo ministro del governo democratico provvisorio e Andreas Tzimas, alto funzionario del KKE.
Nel luglio 1955, gli ultimi otto andartes che erano ancora latitanti nelle foreste icariane, furono fatti fuggire in Albania su una barca che salpò nottetempo da Evdilos, con l'aiuto di un comandante icariano e la complicità del KKE. Con la partenza degli otto, la persecuzione della popolazione diminuì e gradualmente la gente iniziò a riprendere una vita normale.
L'economia icariana era uscita distrutta dalla guerra mondiale e la successiva guerra civile non aveva certo contribuito a un suo risanamento. Nel 1946 la produzione agricola era il 50% di quella di prima della guerra. Nei primi due decenni del dopoguerra, la principale risorsa degli Icariani furono i loro compatrioti americani che inviarono loro non solo cibo, ma anche attrezzi, sementi e persino viti per restaurare i vigneti devastati nei primi decenni del secolo dalla fillossera. Nel 1956 con i soldi raccolti dalla Confraternita Pan-Icarian Brotherhood venne finanziato il restauro e l'ampliamento della scuola superiore di Aghios Kyrikos e il restauro delle scuole primarie di Evdilos.
I punti deboli dell'economia dell'isola erano costituiti dall'assenza di un porto moderno e dalla mancanza di una strada carrabile che collegasse la costa nord con quella sud. Alcuni tentativi fatti agli inizi degli anni '50 per realizzare una strada fra Evdilos e Agios Kirikos, anche con il supporto di donazioni da parte degli icariani d'America, non andò a buon fine e per avere questa strada fu necessario attendere 20 anni e, ironia della sorte, l'impegno della giunta dei colonnelli.
L'espansione economica greca degli anni '60 iniziò pian piano a portare i suoi frutti anche su Icaria con lo sviluppo del turismo. L'ingresso della Grecia nella Comunità Europea, avvenuto nel 1981, diede un ulteriore impulso a questo sviluppo. A poco a poco i piccoli proprietari di abitazioni o piccole strutture commerciali, che fino a quel momento si erano rivolti ai pescatori, iniziarono a costruire piccole pensioni a conduzione familiare da affittare ai turisti, ovvero a realizzare dei monolocali con cucina, chiamati studios, per chi voleva organizzarsi per conto proprio. Nel 1993 venne inaugurato l'aeroporto Ikaros (codice IATA JIK) nella zona nord-orientale dell'isola presso il villaggio di Faros.

## Geografia antropica

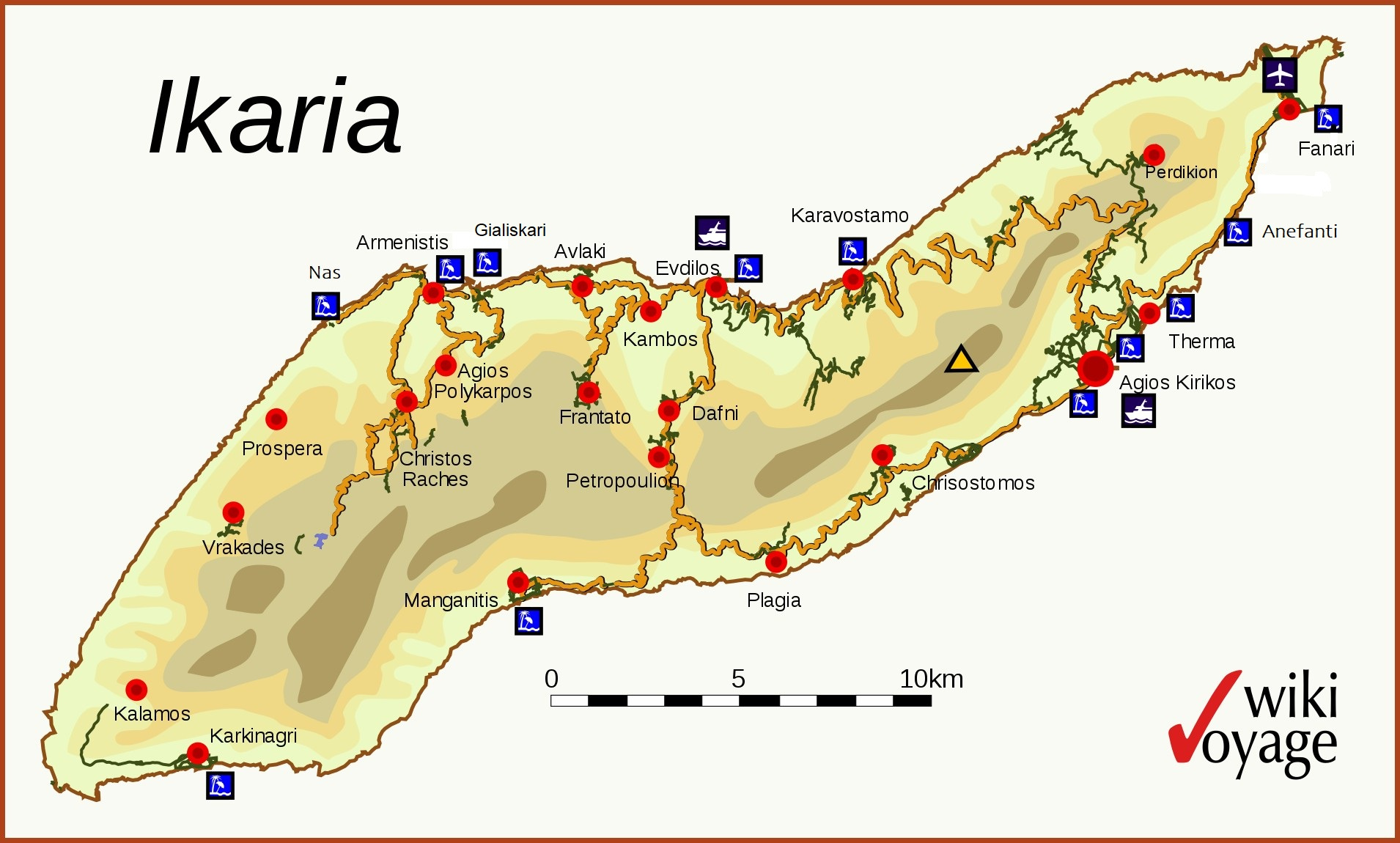
Mappa di Icaria

L'isola di Icaria appartiene, insieme alle isole Furni, all'Unita periferica di Icaria, nella periferia dell'Egeo Settentrionale.
A seguito della riforma amministrativa detta piano Kallikratis in vigore dal gennaio 2011 che ha abolito le prefetture e accorpato numerosi comuni, i Comuni di Evdilos e Raches sono stati soppressi, concentrando l'amministrazione dell'isola nel capoluogo Agios Kirykos.

### Località

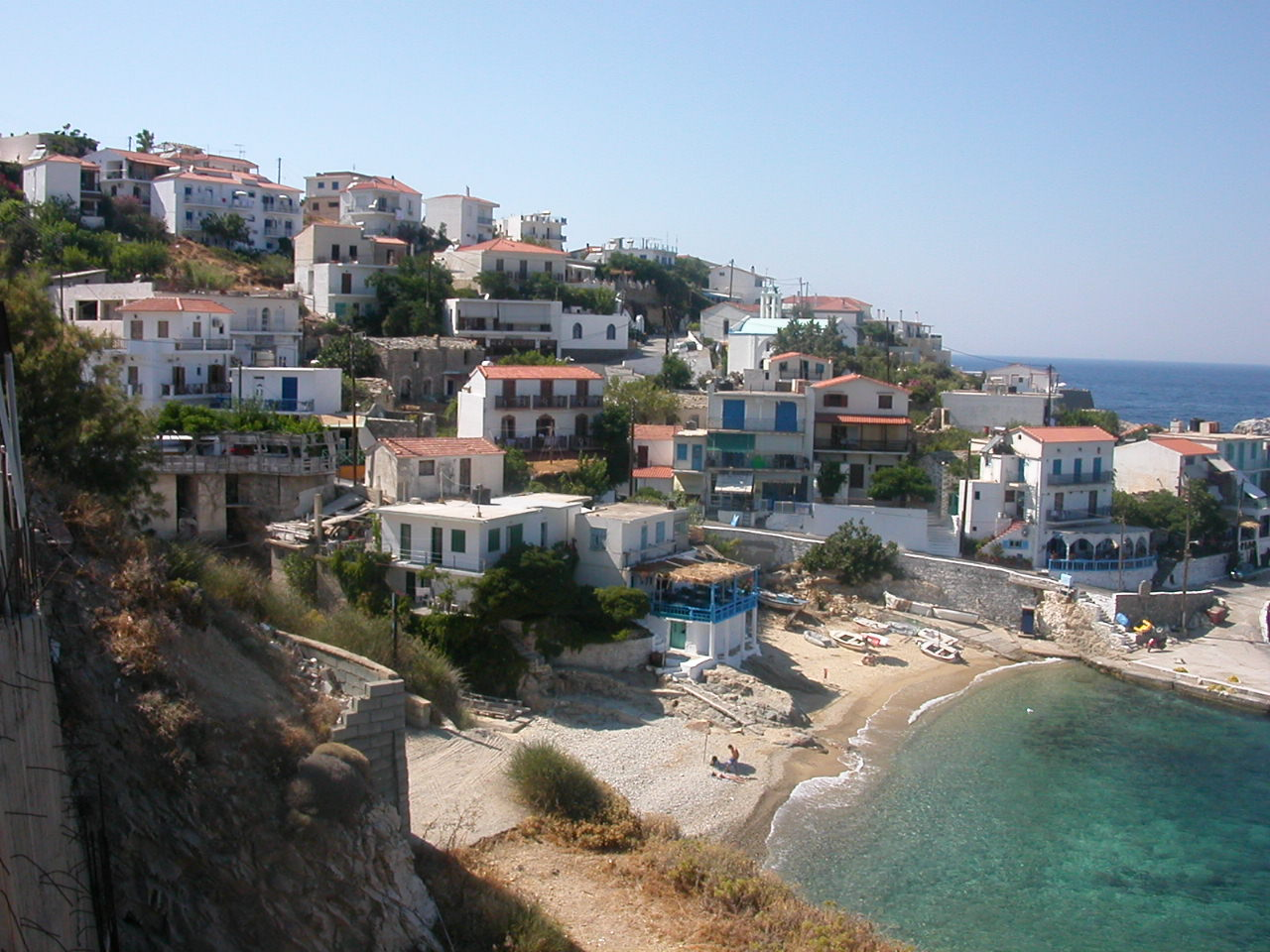
Armenistís

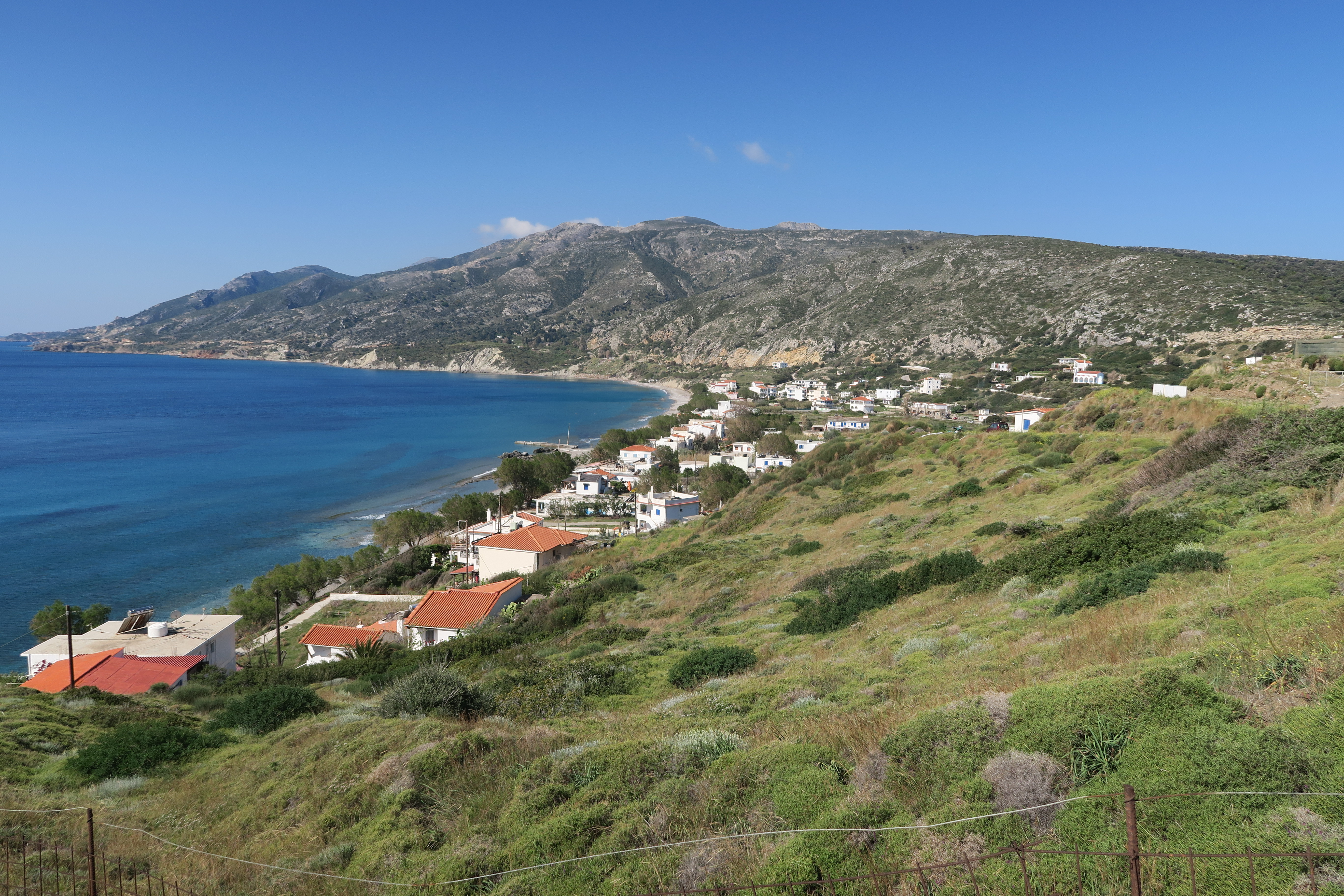
Vista di Faros e Fanari

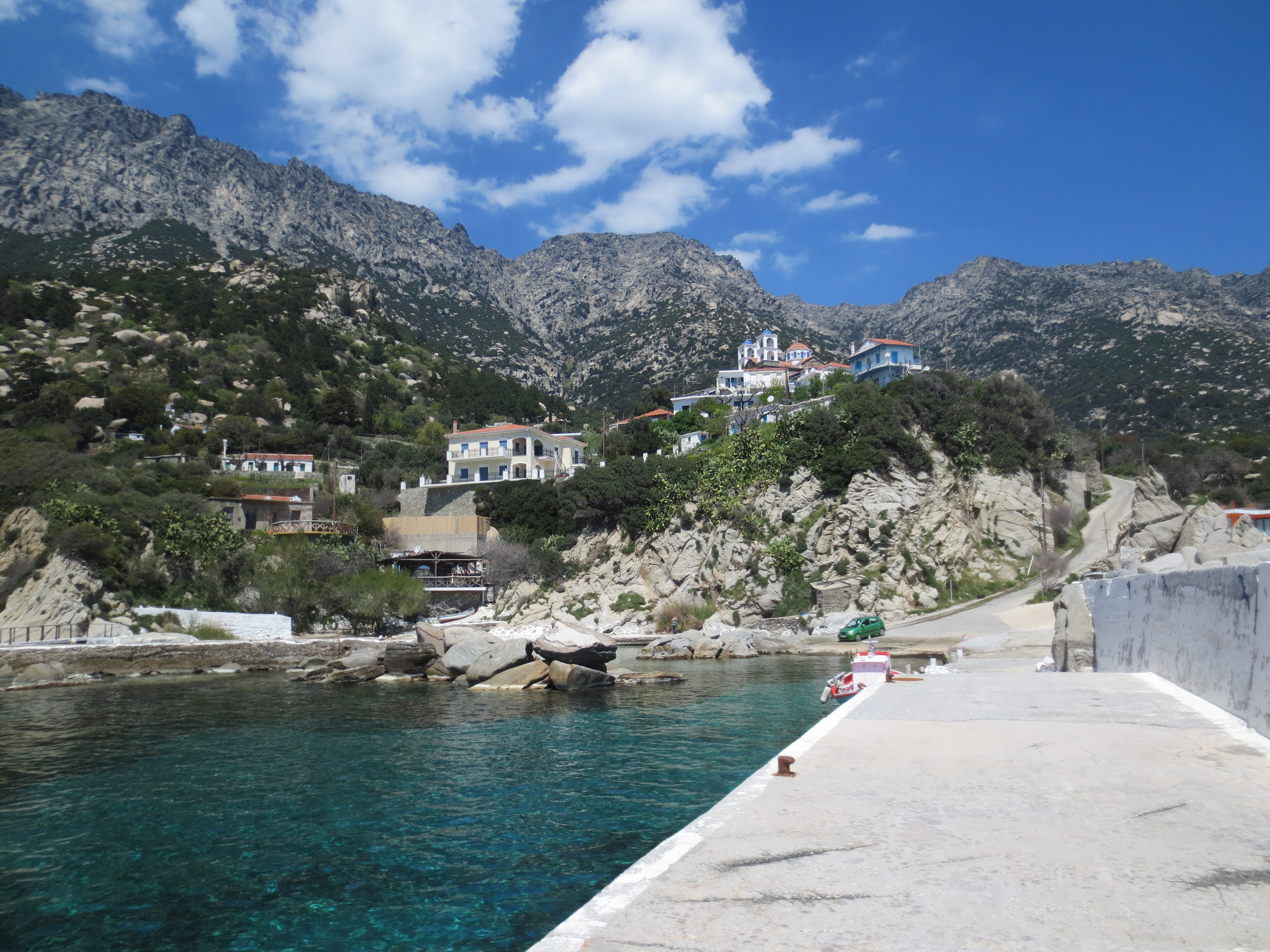
Porto di Manganitis

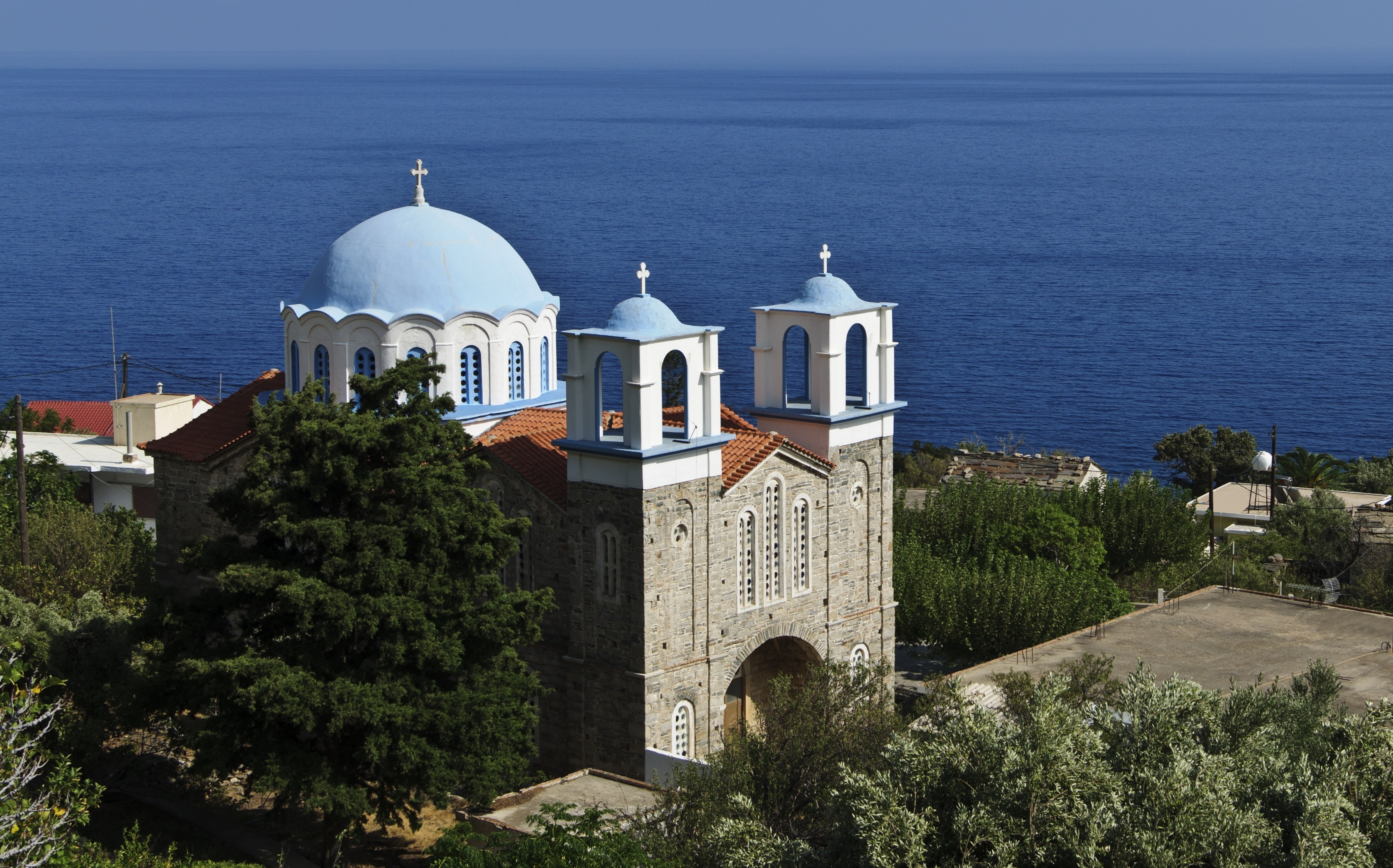
Chiesa ortodossa di Xilosirtis

I principali centri abitati dell'isola sono i seguenti (fra parentesi il nome greco):
- Agios Polykarpos (Αγίου Πολυκάρπου)
- Agios Kirykos (Άγιος Κήρυκος)
- Amalou (Άμαλο)
- Arethousa (Αρέθουσα)
- Armenistis (Αρμενιστής)
- Chrysostomos (Χρυσοστόμου)
- Dafni (Δάφνη)
- Evdilos (Ευδήλου)
- Fanari (Φανάρι)
- Faros (Φάρος)
- Fourni Korseon
- Frandato (Φραντάτο)
- Gialiskari (Γιαλισκάρι)
- Kalamos (Κάλαμος)
- Kampos o Campos (Κάμπος)
- Karavostamo (Καραβόσταμο)
- Karkinagri (Καρκιναγρί)
- Kastanies (Καστανιές), vecchio nome Τραγοστάσι
- Kioni (Κιόνι)
- Kouniadi (Κουνιάδοι)
- Lagadao o Langada (Λαγκάδα)
- Lapsachades (Λαψαχαδες)
- Manganitis (Μαγγανίτης)
- Mavrato (Μαυράτο)
- Nanouras (Νανουρας)
- Nas (Νάς)
- Panagia (Παναγιά)
- Perdiki (Περδίκη)
- Pezi (Πέζι)
- Proespera (Προεσπέρα)
- Raches (Ραχών) o Christos Raches (Χριστός)
- Therma (Θέρμα)
- Trapalo (Τραπάλο)
- Vrakades (Βρακάδες)
- Xylosyrtis o Xilosirtis (Ξυλοσύρτης)

## Economia

### Turismo

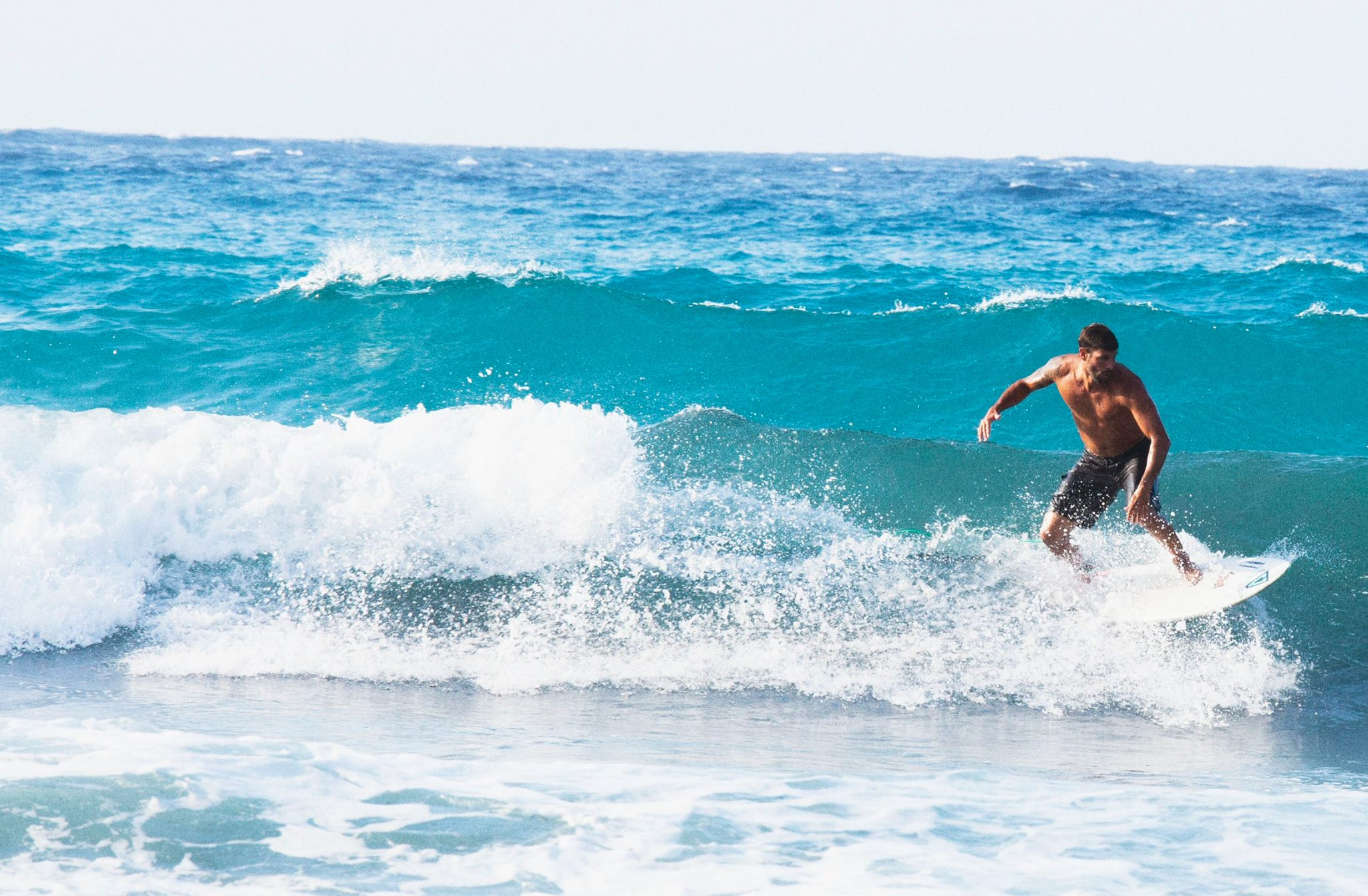
Surf ad Ikaria

Icaria ha un profilo turistico composto in gran parte da vacanzieri greci, ma è in rapida evoluzione. Il turismo tradizionale era concentrato nella regione del capoluogo e nel vicino villaggio di Therma Ikarias, dove si trovano 4 delle 8 fonti termali dell'isola, ma appare in fase di valorizzazione il settore costiero settentrionale tra le località di Evdilos e Nas. Le principali spiagge del versante settentrionale sono quelle ampie e sabbiose di Messaktì e Livadi e la piccola spiaggia di Nas; sul versante meridionale le spiagge sono formate da ciottoli o sassi: la più nota si trova in prossimità del paese di Manganitis; spiagge sassose si trovano al termine delle discese a mare dei villaggi di Chrysostomos e Xylosyrtis, in prossimità della capitale Agios Kirykos e attorno al villaggio Faros.
Icaria è nota per il suo vino sin dall'antichità; quello prodotto oggi artigianalmente è un misto di uve bianche e nere, dal colore ambrato e dalla gradazione piuttosto alta, destinato essenzialmente al consumo locale.

## Ambiente
Una delle caratteristiche dell'isola di Icaria è la presenza sul suo territorio di una molteplicità di habitat naturali, fra cui alcuni dei più significativi del mar Egeo, che la rendono unica fra le isole greche. Alcuni di questi ambienti, particolarmente rilevanti, sono stati definiti zone di protezione speciale da parte dell'organizzazione internazionale Natura 2000.
Alla data (2022) esistono due zone di protezione:
- GR4120004: IKARIA - FOURNOI KAI PARAKTIA ZONI. Interessa un'area di circa 130 km² che comprende: la regione di Faros a nord, la zona centrale dei monti Atheras e il canyon del fiume Chalaris e l'area di Panagia/Trapalo a sud;[44]
- GR4120005: NISOS IKARIA. Interessa un'area di circa 74 km² che comprende tutta la parte sud-occidentale dell'isola. Questa zona è importante per la riproduzione dei rapaci e per gli uccelli migratori di passaggio[45]

Le zone umide interne dell'isola (fiumi, laghetti e bacini idrici) supportano diversi ecosistemi di acqua dolce che si trovano raramente nelle isole dell'Egeo. Molte specie animali e vegetali protette possono essere osservate in questi habitat delle zone umide, che costituiscono un importante punto di sosta per gli uccelli migratori in viaggio da e verso l'Africa e l'Asia.
L'area marina a nord di Icaria è una zona importante della rotta migratoria dei grandi mammiferi marini e dei pesci in quanto caratterizzata da profonde gole marine e canyon che raggiungono un profondità superiori ai 1000 m. Al contrario, l'area marina a sud di Icaria è caratterizzata da piccoli pendii con profondità che variano tra 80 e 200 m e ospita popolazioni permanenti di diverse specie di delfini e foche monache. Tutta la zona costiera dell'isola sostiene ecosistemi ad elevata biodiversità e grandi aree di praterie di fanerogame marine.

### Flora

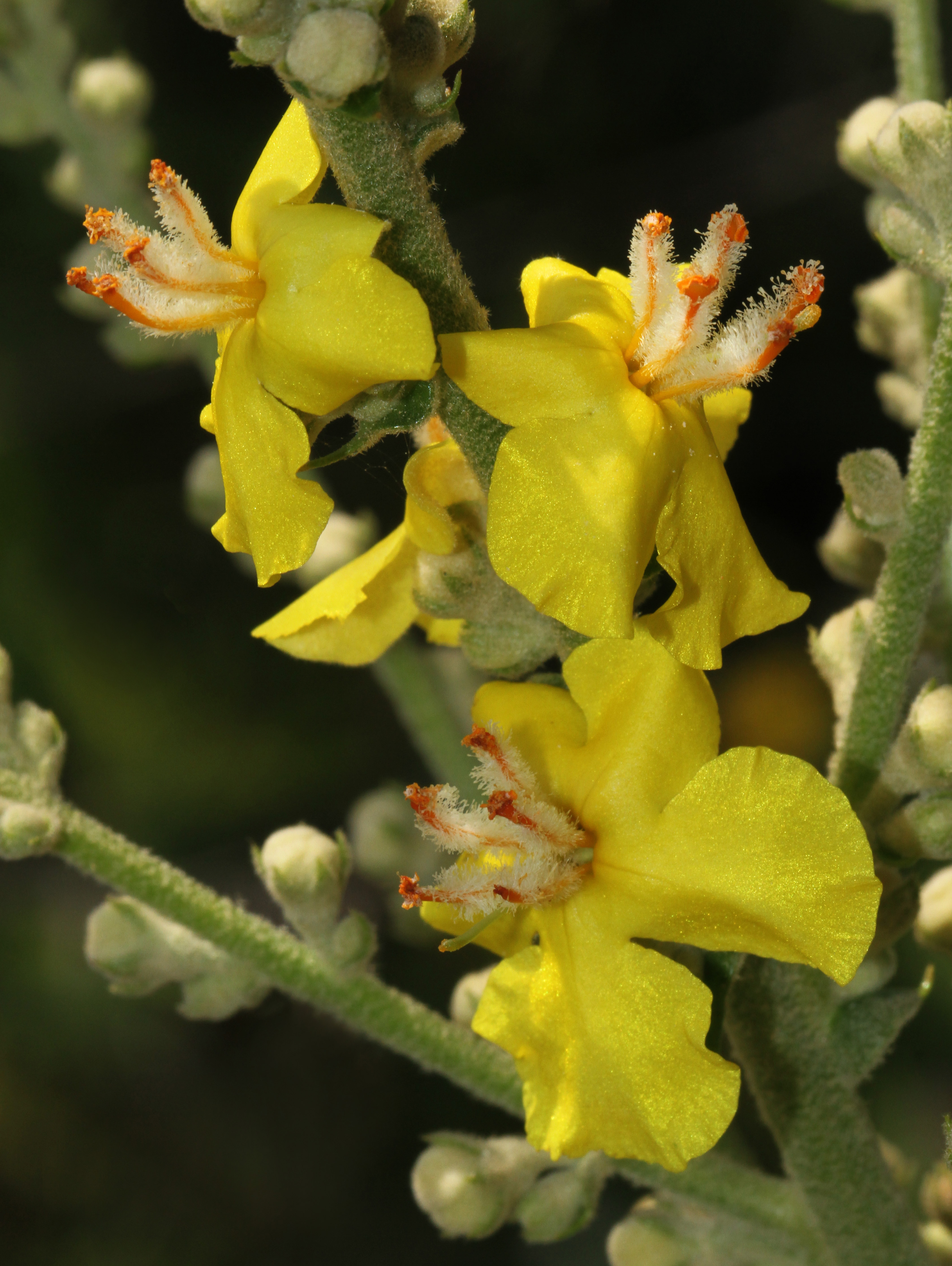
Verbascum ikaricum

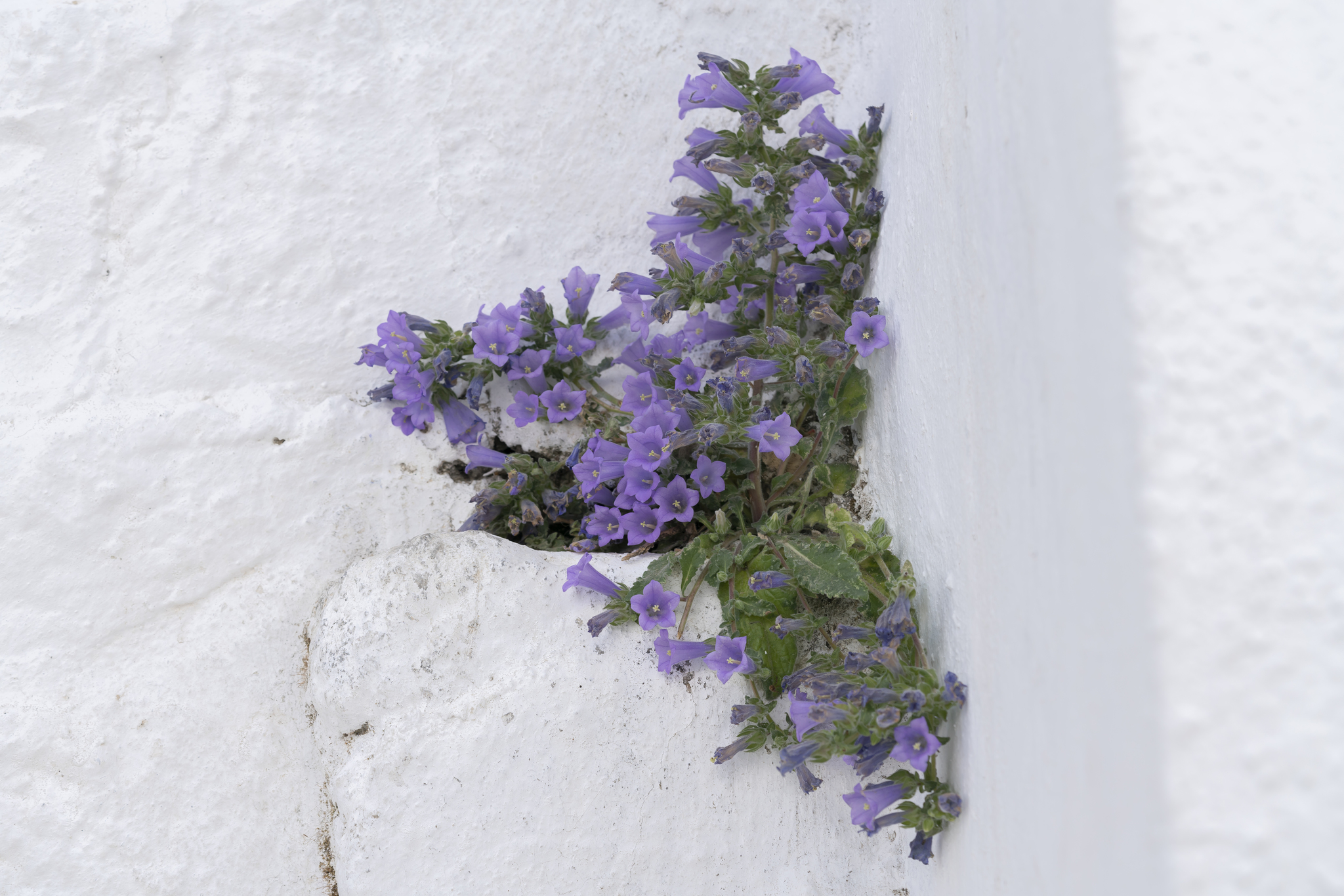
Campanula hagielia

La flora di Icaria è composta da 92 famiglie, 401 generi e 829 specie. Le specie più numerose appartengono alle famiglie delle Leguminosae, Compositae e Gramineae. Vi sono anche diverse specie delle Caryophyllaceae, Cruciferae, Labiatae e Umbelliferae. La flora endemica comprende 42 specie: 15 specie sono endemiche dell'isola, 14 specie sono endemiche delle isole del Mar Egeo e 13 specie sono endemiche della Grecia.
Nella parte meridionale dell'isola si trovano alcune specie e sottospecie endemiche e rare, tra cui: la Paeonia mascula icarica ed in particolare la specie unica Iberis runemarkii che fa parte della lista IUCN delle piante vulnerabili. Altre specie endemiche sono: Linum gyaricum, Verbascum ikaricum, Nigella icarica, Polygonum icaricum, Symphytum icaricum, Rorippa icarica. Altre specie importanti sono la Campanula hagielia, Pteris dentata (specie in via di estinzione in Grecia e in Europa), Corydalis integra, Muscari macrocarpum, Galanthus ikariae (definito Vulnerabile nella Lista Rossa IUCN), Digitalis cariensis, Dianthus elegans endemica mediterranea, presente in Anatolia e solo nelle isole dell'Egano orientale e Symphytum anatolicum.
Per quanto riguarda le piante di alto fusto i monti Atheras ospitano foreste miste di Pinus brutia e Cupressus sempervirens. Piuttosto diffuso anche il leccio (Quercus ilex).

### Fauna

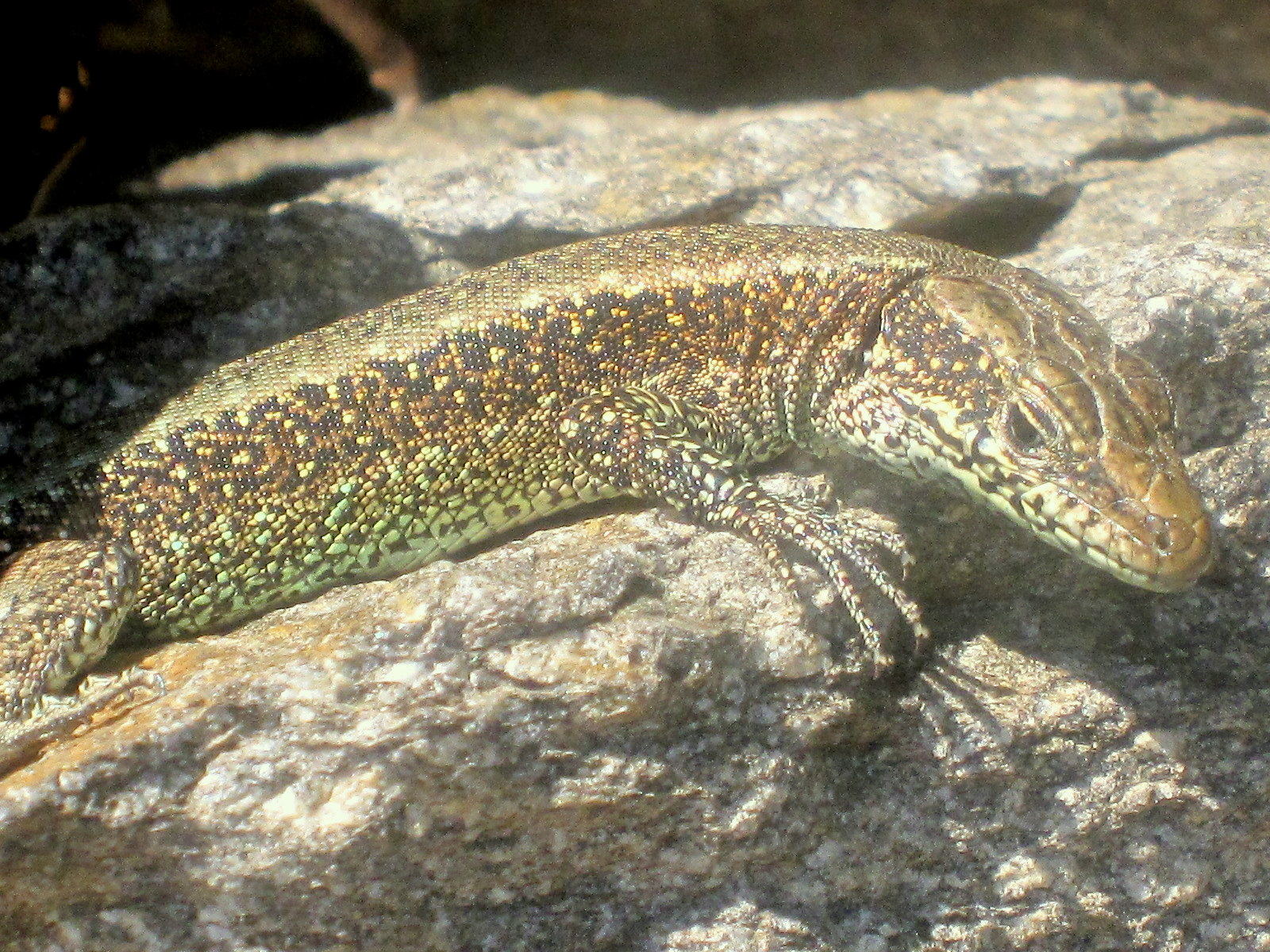
Lacerta oertzeni

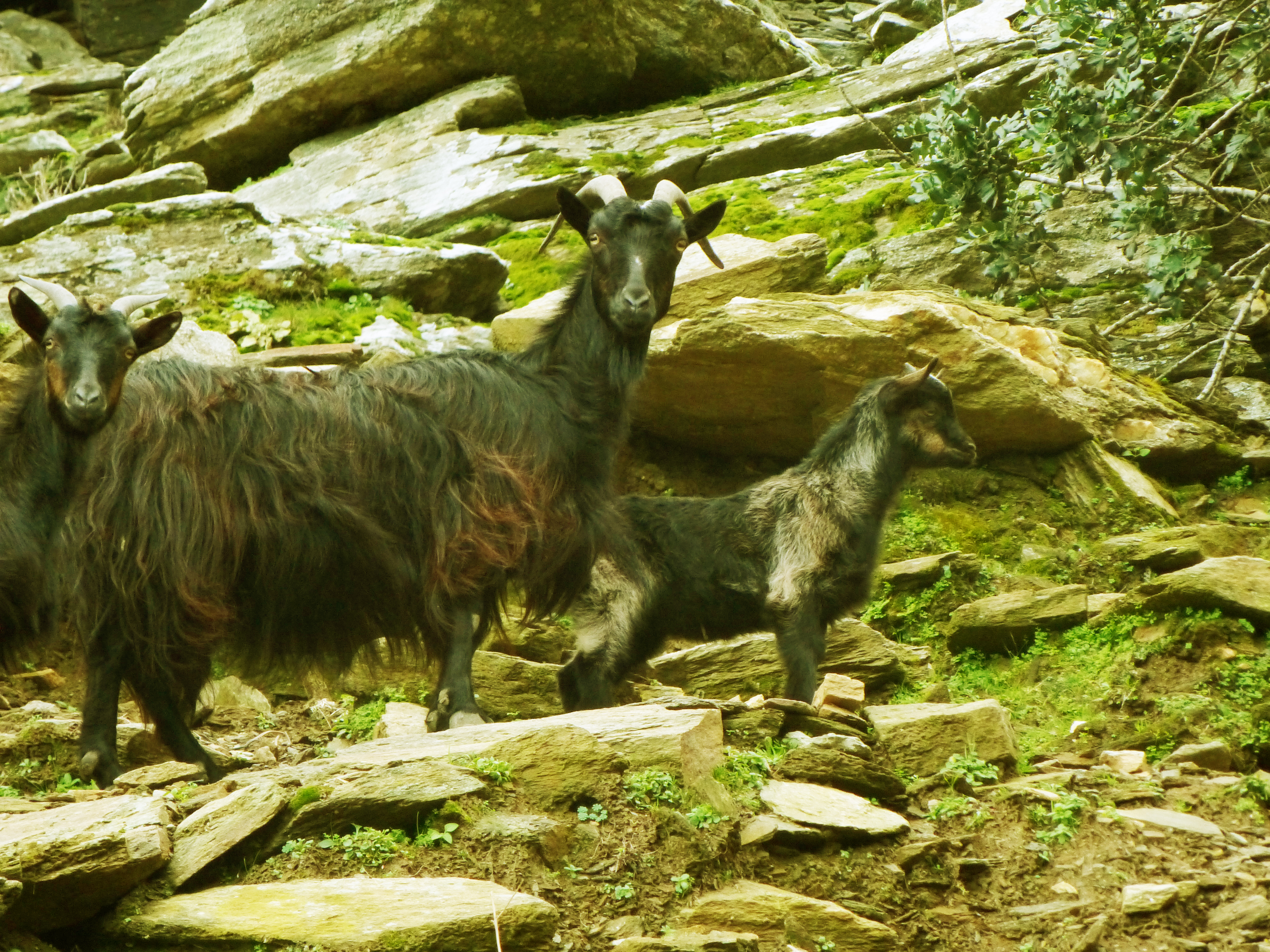
Capre selvatiche

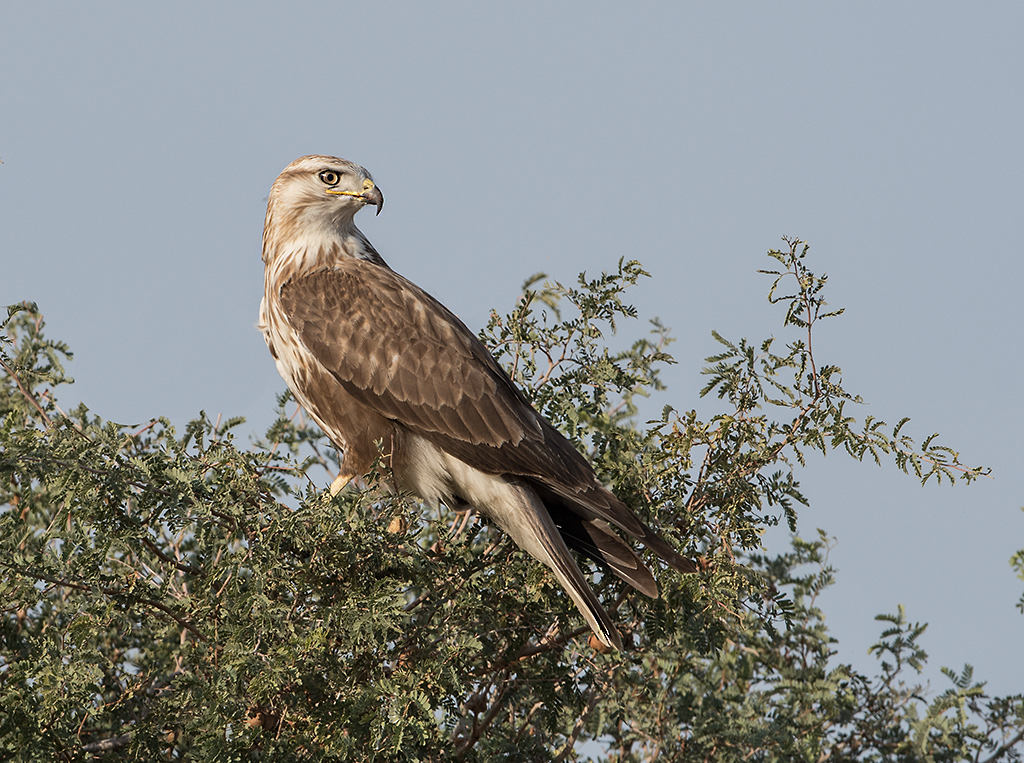
Buteo rufinus

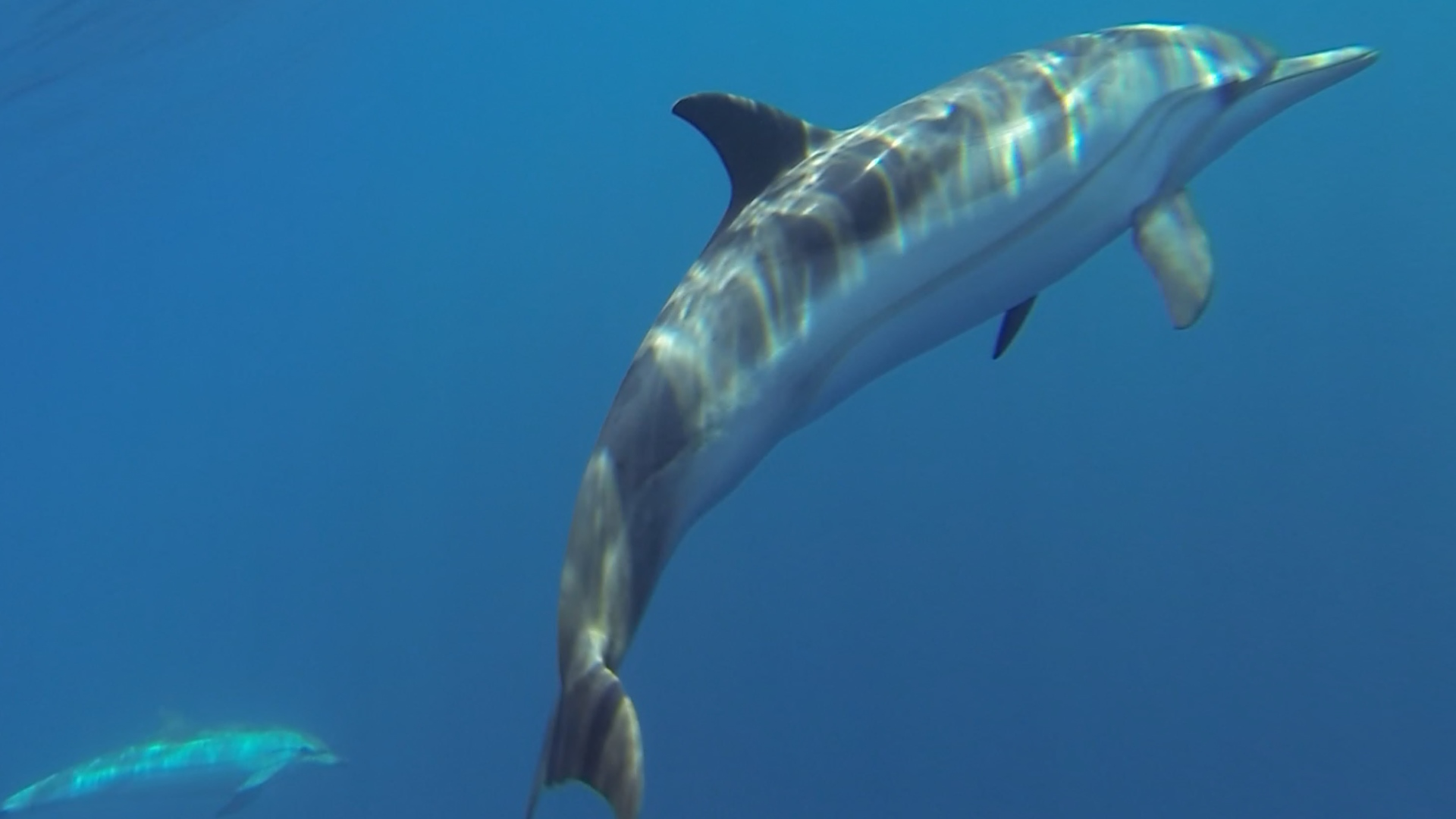
Stenella coeruleoalba

Le caratteristiche geomorfologiche dell'isola di Icaria, nonché la presenza di una grande diversità di ambienti naturali favorisce la presenza di diverse specie animali.
Fra i rettili sono presenti alcune specie endemiche dell'Asia Minore come la lucertola dell'Anatolia (Lacerta oertzeni o Anatololacerta oertzeni), il geco verrucoso (Hemidactylus turcicus), lo scinco dagli occhi di serpente (Ablepharus kitaibelii), l'Ophisops elegans e lo stellione (Laudakia stellio).
Fra i serpenti le specie più comuni dell'isola sono il serpente a frusta del Caspio (Coluber caspius), il colubro lacertino orientale (Malpolon insignitus) e la vipera ottomana (Vipera xanthina).
Per l'ordine dei chirotteri sono presenti: l'Hypsugo savii, il Myotis aurascens, il Pipistrellus pipistrellus e il Tadarida teniotis.
Per quanti riguarda i mammiferi terrestri, sono presenti sull'isola solo poche specie di piccole dimensioni che vivono allo stato libero. Fra queste il riccio dal petto bianco settentrionale (Erinaceus roumanicus), di cui è stata annotata la presenza nella zona settentrionale di Faros/Fanari, la lepre comune (Lepus europaeus) e il ratto marrone (Rattus norvegicus). Alcuni autori hanno segnalato la presenza anche della lontra europea (Lutra lutra) nella zona delle gole del fiume Halaris, presso Raches, ma la loro presenza non è confermata.
Una citazione la meritano le cosiddette raska, cioè le capre selvatiche che si trovano con una certa facilità nelle zone di montagna dell'isola. Queste capre derivano dai greggi di allevamenti che nei secoli passati erano stati abbandonati dalla popolazione locale fuggita sulle montagne per colpa dei pirati e delle guerre. Le capre sono tipicamente bianche o nere e di media altezza. Vengono tradizionalmente cacciate per la loro carne estremamente magra e deliziosa. Anticamente la carne veniva anche utilizzata per la preparazione di un prodotto a base di carne tradizionale chiamato pastrami (carne di capra in scatola ed essiccata). Il loro latte viene utilizzato per fare una varietà di latticini noti col nome di kathura.
Come indicato in precedenza la zona sud-occidentale dell'isola è molto importante per gli uccelli migratori. L'area è importante per la riproduzione di rapaci e migratori come la poiana codabianca (Buteo rufinus), l'aquila del Bonelli (Hieraaetus fasciatus), il falco della regina (Falco eleonorae) e lo zigolo cenerino (Emberiza cineracea). 
Altre specie di interesse sono: l'aquila grigia Haliaeetus albicilla e il Falco naumanni.
Per quanto riguarda la fauna marina nella parte settentrionale dell'isola (capo Drakanon), trovano rifugio alcune specie in via di estinzione, come la foca monaca (Monachus monachus), il tursiope (Tursiops truncatus) e la stenella striata (Stenella coeruleoalba).

## Società

### Dialetto

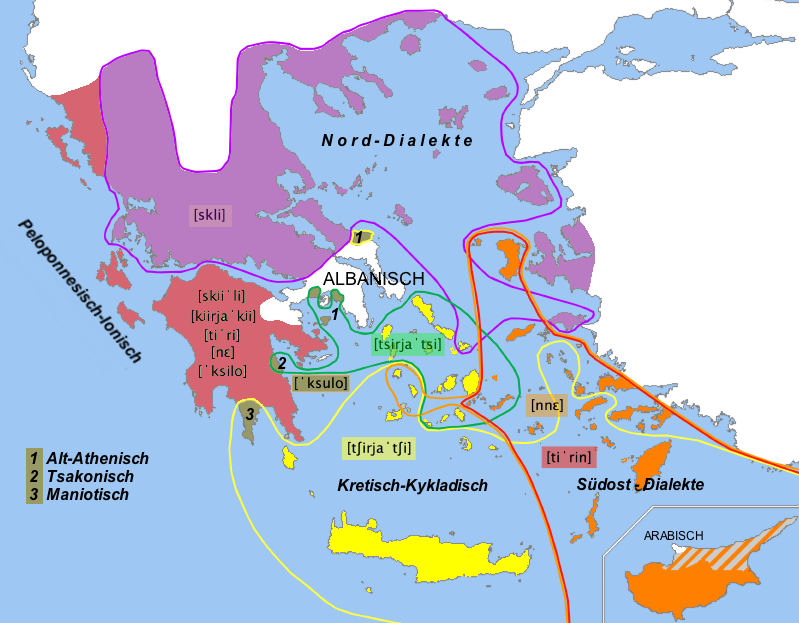
Isoglosse dei dialetti greci (1900 ca)

Sull'isola viene parlato diffusamente un dialetto che costituisce un aspetto importante della cultura locale e anche un elemento di studio per appassionati e studiosi della lingua greca. Nell'estate del 1891 il famoso linguista greco Georgios Hatzidakis si recò ad Icaria e due anni dopo pubblicò uno studio sul dialetto sulla prestigiosa rivista tedesca Indogermanische Forschungen.
Lo studio venne successivamente tradotto in greco e ripubblicato nel volume collettivo dei suoi studi: Medieval and Modern Greek, vol. II, Athens 1907.
Il professor Hatzidakis collocò il dialetto icariano nel sottogruppo sud-orientale dei dialetti meridionali insieme a quelli di Chio, del Dodecaneso e il dialetto greco di Cipro, cioè dialetti che mantengono inalterati i suoni vocali non accentati (e, o, i, u). Inoltre il dialetto conserva una serie di caratteristiche arcaiche del greco antico, prima fra tutte la conservazione del suffisso -n (-ν) finale di molte parole; la differenziazione fra nomi maschili che terminano in -es e nomi femminili che terminano in -e; la conservazione di alcuni verbi arcaici; la formazione dell'accusativo plurale in –as (-ας) invece che -es (-ες).
Infine, di eccezionale interesse sono i toponimi dell'isola, che nella maggior parte dei casi sono stati conservati dai tempi antichi. Ad esempio Gialiskari, Proespera Evdilos, Nas, Karavostamo, Messakti, ed altri.
Tuttavia oltre alla conservazione di elementi arcaici il dialetto di Icaria presenta diversi attributi che testimoniano una evoluzione e che, come sostenuto dal prof. Hatzidakis, portano a presumere che sull'isola si sia verificata durante i secoli una mescolanza di varie popolazioni e che ci siano prove di ondate di colonizzazione da Creta ed altre isole dell'Egeo.

### Tradizione politica

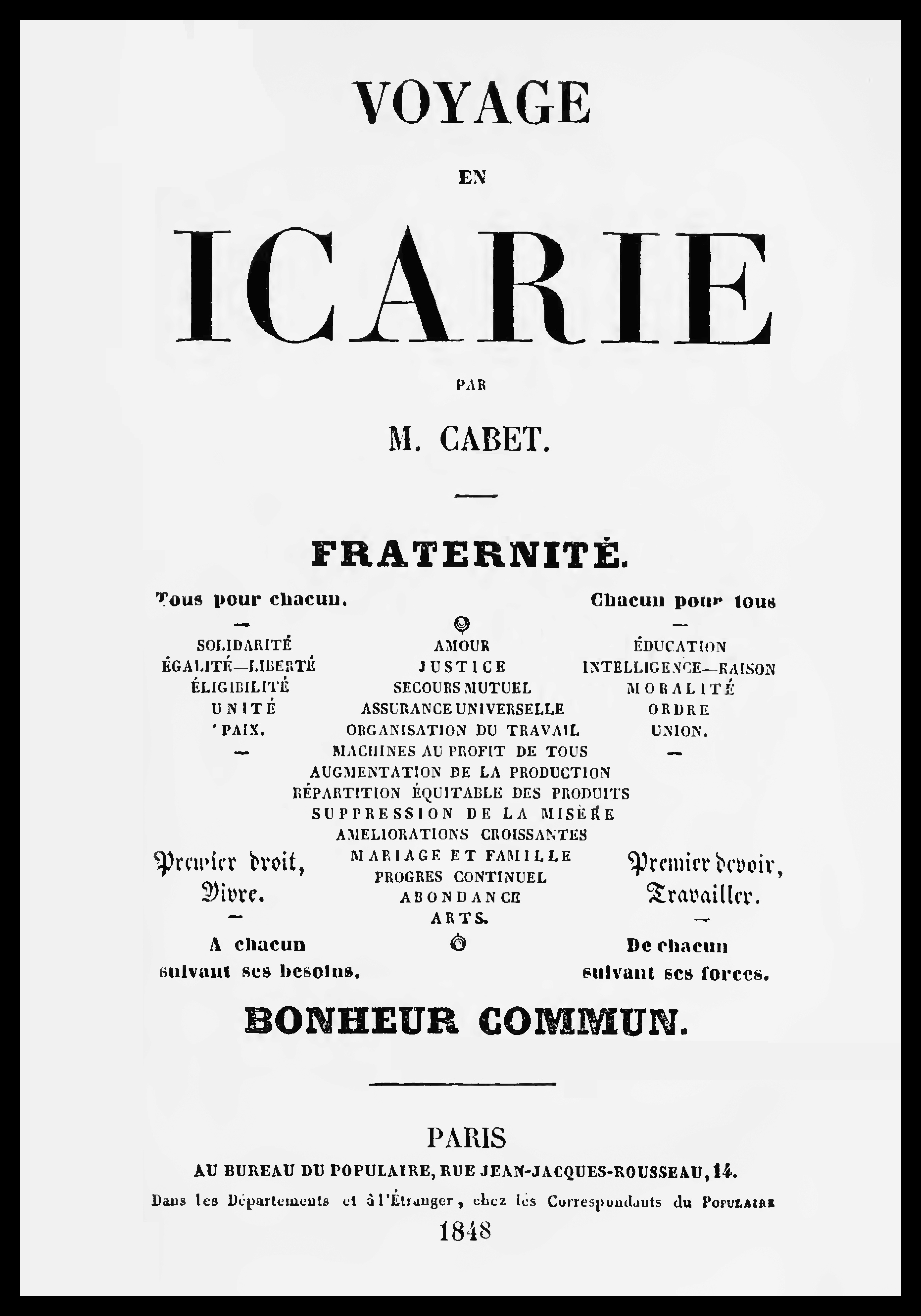
Copertina del libro di Etienne Cabet Voyage en Icarie (1948)

Ad Icaria è particolarmente radicata una tradizione politica di estrema sinistra, poiché nel corso della guerra civile (1946-49) vi furono esiliati circa 13.000 militanti comunisti. L'isola è una delle roccaforti del Partito Comunista di Grecia e viene talvolta soprannominata "la roccia rossa" (Κόκκινος Βράχος, Kokkinos Vrahos) o anche "l'isola rossa". Le scritte "Ikaria=Cuba" sono da tempo scomparse e alle ultime elezioni, nonostante i buoni risultati che i comunisti continuano ad avere, ha vinto il partito della Neo-Democrazia, frutto del ricambio generazionale, dell'aumentata importanza del turismo e della crisi economica della Grecia (che sull'isola non ha provocato gravi conseguenze, data la micro-economia autosufficiente dell'isola, ma che ha avuto significative ricadute sulla qualità della vita degli abitanti e gravi ripercussioni sui giovani, disoccupati, precari o costretti ad emigrare).
Ikaria è anche il nome proposto da Étienne Cabet nel suo romanzo filosofico-utopico "Viaggio in Icaria" (pubblicato nel 1840 in Francia) per un fantomatico stato comunista ideale. Successivamente egli tentò di realizzare la propria utopia in America assieme ad esuli europei comunisti. Tale proposta venne avanzata in un'assemblea della Seconda internazionale dei Lavoratori e prevedeva una raccolta di fondi per comperare terreni nell'ovest americano ancora non colonizzato e farvi trasferire i comunisti duramente perseguitati in Europa.
Marx ed Engels si opposero fermamente. Dopo alcune vicissitudini e trasferimenti l'esperimento fallì e Cabet morì in Missouri

### Qualità della vita
Diversi studi hanno dimostrato che esistono alcune area geografiche del mondo in cui la speranza di vita è notevolmente più alta rispetto alla media mondiale. Queste aree vengono chiamate zone blu. L'isola di Icaria è una di queste zone.
Secondo uno di questi studi, condotto dal giornalista Dan Buettner e da un team di demografi, nell'aprile del 2009, nell'isola di Icaria c'è la più alta percentuale di novantenni del pianeta, quasi un abitante dell'isola su tre raggiunge i 90 anni. Gli icariani hanno inoltre una percentuale del 20% minore di casi di cancro e il 50% di percentuale in meno per quanto riguarda le malattie del cuore, quasi inesistente inoltre la demenza

## Trasporti
L'isola è collegata alla Grecia continentale con traghetti dal Pireo. I traghetti forniscono anche collegamenti giornalieri con Samo. Esistono altri collegamenti marittimi con Mykonos e con Chio.
Nella punta nord dell'isola è situato l'aeroporto di Ikaria, inaugurato nel 1995, che effettua voli giornalieri verso località nazionali con le compagnie Olympic Air e Sky Express.

## Cultura

### Musei

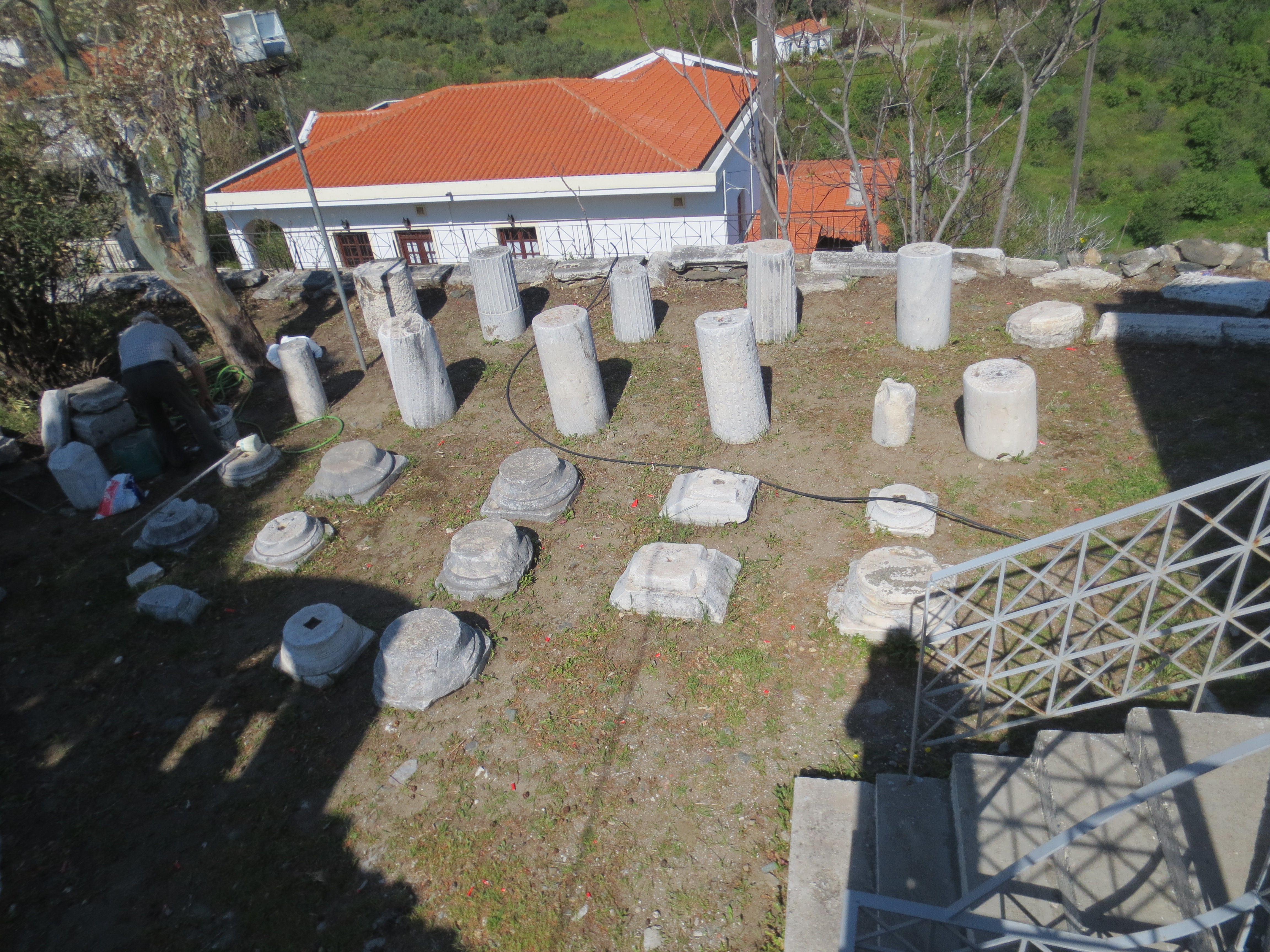
Esterno del Museo Archeologico di Kampos

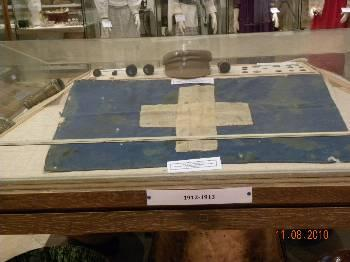
Bandiera dello stato Libero di Icaria conservata al museo del folclore

Icaria ha diversi musei che ospitano oggetti di epoca classica, ellenistica, romana e bizantina.
- Museo Archeologico di Kampos. Il museo si trova su una collina di Kampos, l'ex cittadella di Oinoe, la prima capitale di Ikaria. Gli oggetti del museo includono strumenti neolitici, vasi di argilla, statuette di argilla, colonne, monete e lapidi scolpite. Il museo si trova in un cortile che ospita anche la chiesa più antica dell'isola, risalente al XII secolo. La chiesa di Sant'Irene, costruita sul sito di una basilica del IV secolo, ei pilastri in piedi sul pavimento provengono dalla chiesa originaria, che a sua volta fu costruita sul sito di un antico tempio di Dioniso.
- Museo Archeologico di Icaria. Il nuovo Museo Archeologico di Icaria, inaugurato nell'estate del 2015, si trova nel capoluogo, Agios Kirykos, ed è ospitato in un edificio neoclassico del 1925. L'edificio originariamente fungeva da scuola superiore ed è stato realizzato grazie alle donazioni di Icariani che vivono in America. Il museo ospita circa 200 reperti dal periodo neolitico (6800-3800 a.C.) fino all'epoca romana, tra cui vasi, orci, monete e utensili. I reperti provengono da insediamenti di Icaria, tra cui il Tempio di Artemide Tauridea (situato a Nas), l'antica Oinoe (situata a Kampos), l'antica città di Drakano (situata all'estremità orientale di Icaria) e altri anche conseguenti a naufragi in mare. Il più importante di questi reperti è la stele funeraria di Katafygi, opera di un artista di Paro risalente al periodo arcaico/primo classico.
- Museo del folclore di Icaria. Situato ad Agios Kirikos, il Museo del Folklore e della Storia mette in mostra il folclore, le tradizioni e i costumi icariani attraverso l'esposizione di oltre 1.500 oggetti di importanza culturale per l'isola, inclusi vestiti, tessuti, articoli per la casa, ceramiche, strumenti e strumenti utilizzati nell'agricoltura e nel commercio, Foto, documenti e molti altri oggetti. Di particolare interesse tra gli oggetti esposti nel museo è la bandiera dello Stato Libero di Icaria (1912).
- Museo del folclore di Vrakades. Il museo si trova nel pittoresco villaggio di Vrakades, a 650 metri sul livello del mare, sul lato nord-ovest dell'isola. Il paese è stato fondato nel 17º secolo ed è sede di antiche case in pietra e ville degli antichi notabili del luogo di importanza architettonica. Il museo ospita un'interessante collezione di oggetti legati alla storia e alle persone della regione. Di particolare interesse sono documenti e cimeli dello Stato Libero di Icaria.
- Museo di Storia del Vino. Il museo si trova nell'azienda vinicola Afianes nel villaggio di Profit Ilias, vicino a Raches. La sala espositiva, utilizzata anche per la degustazione di vini, espone oggetti della lunga tradizione vitivinicola di Icaria. Sono esposti una varietà di contenitori per il vino in ceramica fra cui le famose grandi anfore chiamate Pitharia, cesti intrecciati, strumenti per la vinificazione, strumenti e macchinari, oltre a cimeli, armi, utensili da cucina, vestiti e documenti. Si possono effettuare anche tour giornalieri e degustazioni di vini. Nel museo si trova un anfiteatro all'aperto che ospita in estate spettacoli di musica, teatro e danza.

### Cucina

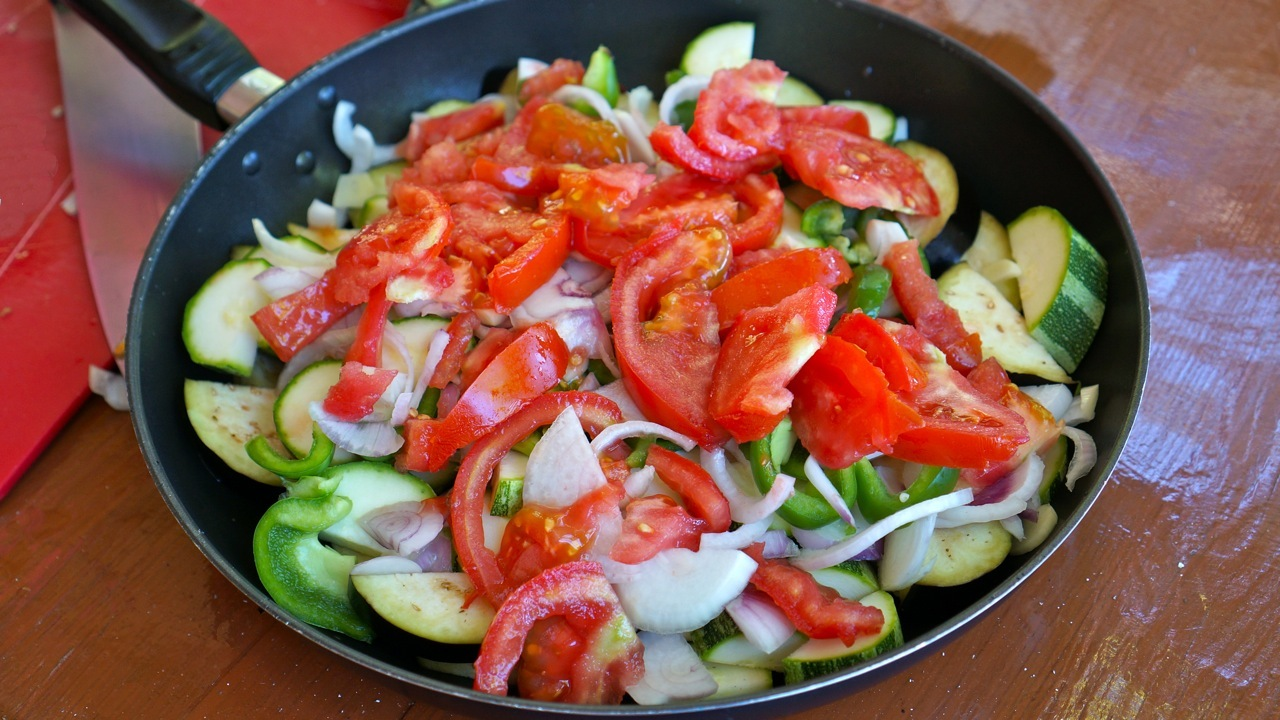
Soufiko

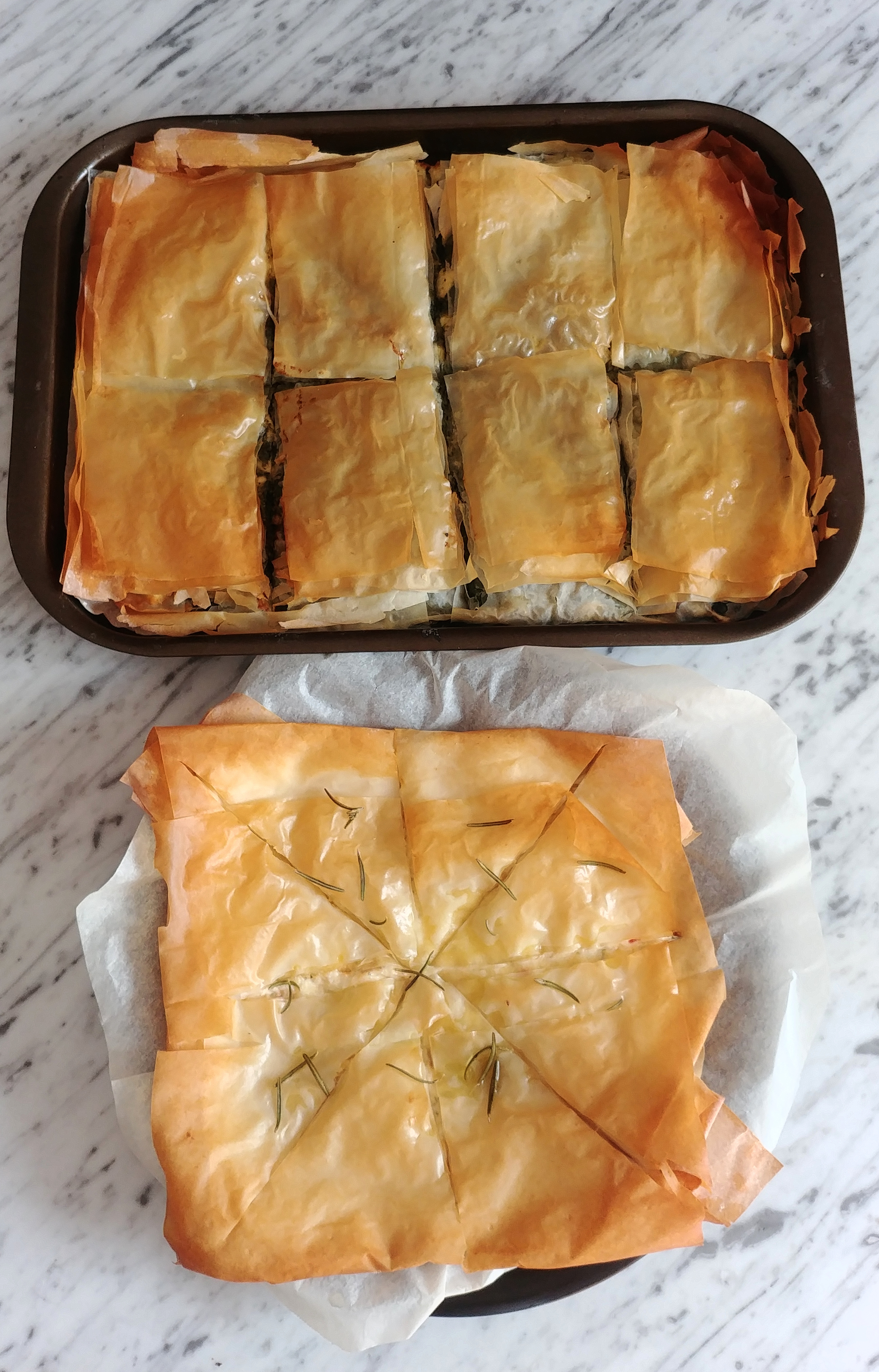
Hortopita

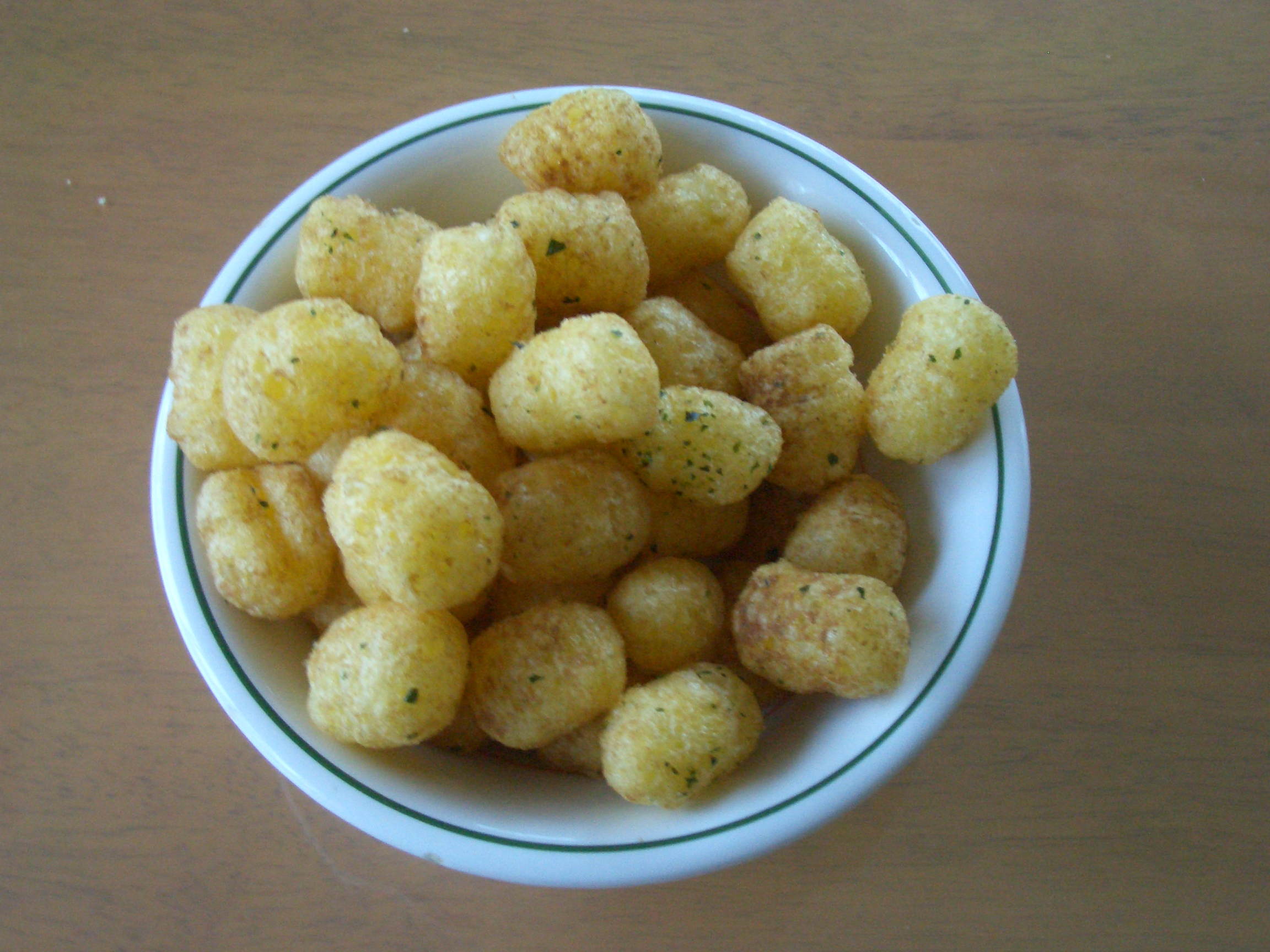
Kolocasi

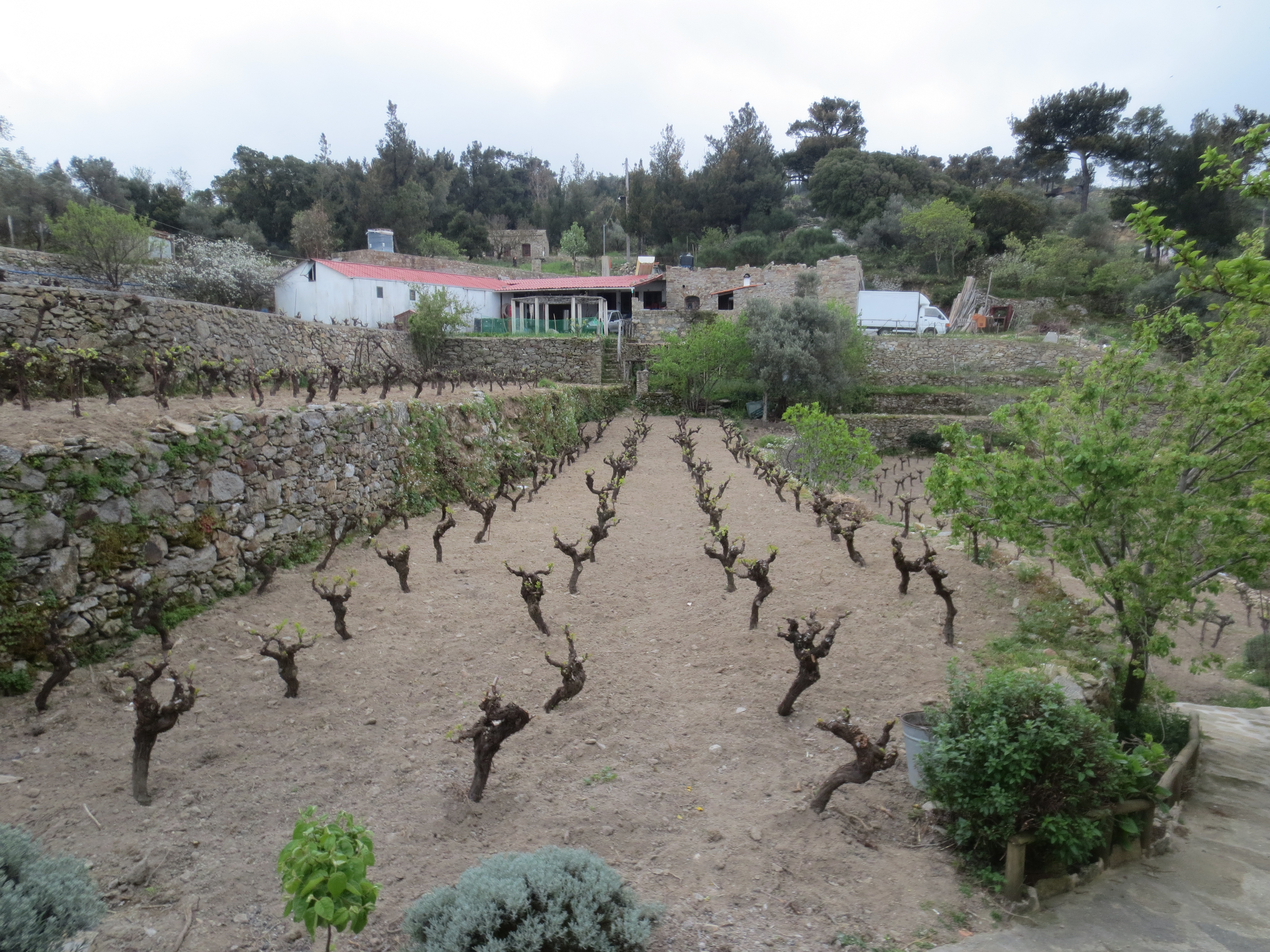
Vigneti ad Icaria

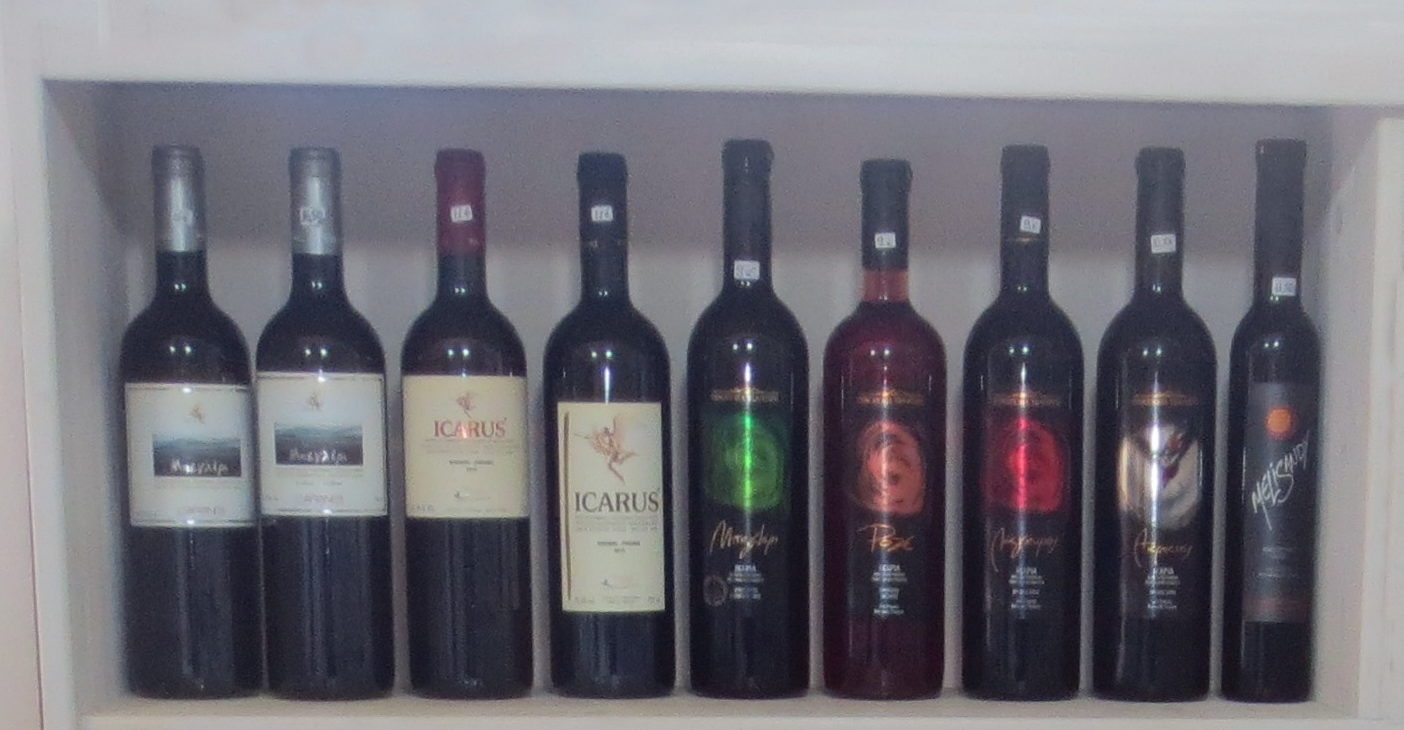
Vino Pramnios

La cucina di Icaria fa parte a pieno titolo della tradizione mediterranea che privilegia gli ingredienti a base vegetale. È caratterizzata da semplicità, variazione, stagionalità e uso moderato della carne. Il fatto che Icaria storicamente fosse isolata e poco sviluppata economiocamente ha creato un'eredità per cui la popolazione ha imparato a sostenersi da sola e con risorse alimentari limitate. Ciò significava che le persone facevano affidamento quasi esclusivamente su ciò che potevano coltivare e raccogliere localmente. Frutta, verdura, erbe aromatiche, fagioli e noci freschi e di stagione costituiscono da sempre gli ingredienti principali di questa cucina. 
La carne deriva quasi esclusivamente da piccoli allevamenti di bestiame su base locale: Maiali, capre, agnelli, galline e conigli. Gli Icariani hanno anche sviluppato una ricca tradizione erboristica e le erbe occupano un posto importante nella cultura locale, sia come cibo che come medicina popolare. Erbe selvatiche raccolte stagionalmente come maggiorana, salvia, menta, camomilla, rosmarino e tarassaco vengono utilizzate sia come condimento e guarnizione dei piatti che infuse per realizzare bevande dissetanti.
I piatti e prodotti tipici di Icaria sono quindi frutto di questa tradizione e stile di vita. Fra essi alcuni dei più noti sono:
- Soufiko: è un classico piatto mediterraneo a base di verdure di stagione. Si prepara con melanzane, pomodori, zucchine, peperoni e cipolle, tutti tagliati a pezzi e messi in casseruola a cuocere a fuoco lento in forno o sui fornelli. Alla fine si aggiunge un po' di olio di oliva. Può essere servito caldo o anche freddo.[60]
- Hortopita: torta con verdure di campo e erbe aromatiche. È un tortino di pasta filo riempito con verdure di campo (bieta, cicoria, tarassaco, ecc.) e insaporito con erbe aromatiche fresche a scelta: aneto tagliato, finocchietto selvatico tagliato, origano fresco, menta, prezzemolo, maggiorana, santoreggia, erba cipollina, timo, basilico. Può essere aggiunto del formaggio (feta o altro formaggio di capra) e del riso o Tarhana per assorbire i liquidi. Esiste una versione in cui al posto delle verdure di campo si utilizzano le zucchine tagliate a pezzetti e in questo caso si parla di Torta di zucchine o anche Torta della longevità.[61]
- Kathoura (καθούρα) o Kathouritsa: È un formaggio bianco prodotto localmente con latte di capra selvatica, conosciuto fin dal XVII secolo. La versione classica non è salata, anche se si trovano varietà salate e/o speziate.[62]
- Kolokasi (κολοκάσι), dette comunemente "patate dolci": sono i tuberi del taro (Colocasia esculenta). Questi tuberi sono piuttosto comuni ad Icaria e da essi si ricavano gustosi contorni. Possono essere bollite e poi consumate come insalate accompagnate con salsa all'aglio e erba cipollina. Si può utilizzare anche per zuppe. È importante che venga consumata cotta in quanto contengono una sostanza, l'ossalato di calcio, che è tossica, ma viene eliminata durante l'ebollizione.[63]
- Pramno o pramnios: vino prodotto ad Icaria. Il vino Pramno era noto fin dai tempi antichi, infatti Omero lo cita con il nome Pramnio (Πράμνειος Οίνος o Pramnios oinos) sia nell'Iliade[64] che nell'Odissea,[65] il che, essendo tali opere datate intorno alla metà del VIII secolo a. C., lo rende con ogni probabilità il primo vino citato nella letteratura di cui si abbia notizia. Tuttavia l'attribuzione geografica del Pramno all'isola di Icaria non è stata sempre accettata, infatti secondo Ateneo di Naucrati il nome Pramnio era un nome generico utilizzato per indicare un vino rosso invecchiato secco e forte.[66] Viceversa lo storico Eparchide (III secolo a.C.) indica che il vino Pramnium viene prodotto nell'isola di Icaria su quella che lui chiama la "Pramniam Rock",[67] che rappresenta con ogni probabilità i monti Pramnos, cioè la catena montuosa dell'Atheras che attraversa l'isola. Ai primi del '900 la produzione di vino costituiva circa un terzo della produzione agricola dell'isola. Questa produzione crollò poi drasticamente a causa di una epidemia di filossera che colpi l'isola negli anni 20 e distrusse quasi completamente i vigneti. La produzione vinicola è ripresa in modo consistente dopo la seconda guerra mondiale ed è rapidamente diventata un asset importante dell'economia dell'isola.[68] I vini, prevalentemente rossi, provengono da una varietà chiamata Fokianò ed hanno una gradazione alcolica intorno ai 15° e in alcune annate raggiunge i 16°. I vini bianchi si basano invece sulla rara varietà locale Beglèri che tradizionalmente veniva usata nella vinificazione del Fokianò, profumandolo in modo caratteristico. I vini di Begleri sono relativamente leggeri, con forti aromi di agrumi o più esuberanti, anche rustici, a seconda dello stile di vinificazione.[69]